# Sportjahr 1975
Liste der Sportjahre

◄◄ | ◄ | 1971 | 1972 | 1973 | 1974 | Sportjahr 1975 | 1976 | 1977 | 1978 | 1979 | ► | ►►

Weitere Ereignisse

## Badminton
Höhepunkte des Badmintonjahres 1975 waren der Uber Cup 1975 sowie die All England, die Irish Open, die Scottish Open, die German Open, die Dutch Open, die Denmark Open, die Südostasienspiele und die French Open.

### Internationale Veranstaltungen
| Veranstaltung | Herreneinzel   | Dameneinzel       | Herrendoppel                  | Damendoppel                        | Mixed                              |
| ------------- | -------------- | ----------------- | ----------------------------- | ---------------------------------- | ---------------------------------- |
| All England   | Svend Pri      | Hiroe Yuki        | Tjun Tjun Johan Wahjudi       | Machiko Aizawa Etsuko Takenaka     | Elliot Stuart Nora Gardner         |
| Denmark Open  | Rudy Hartono   | Lene Køppen       | Tjun Tjun Johan Wahjudi       | Imelda Wiguna Theresia Widiastuti  | Tjun Tjun Regina Masli             |
| French Open   | David Hunt     | Yu Yuk Geor       | David Hunt Peter Penneket     | Lim Shour Yu Yuk Geor              | David Hunt Patricia Assinder       |
| German Open   | Flemming Delfs | Joke van Beusekom | Bengt Fröman Thomas Kihlström | Brigitte Steden Marieluise Zizmann | Wolfgang Bochow Marieluise Zizmann |
| Swedish Open  | Svend Pri      | Lene Køppen       | Ray Stevens Mike Tredgett     | Barbara Giles Susan Whetnall       | Mike Tredgett Nora Gardner         |

## Billard
- Snookerweltmeisterschaft 1975 zwischen dem 14. April und dem 1. Mai in Australien

## Cricket
- 21. Juni: Die West Indies gewinnen den ersten Cricket World Cup in England, indem sie im Finale Australien mit 17 Runs besiegen.

## Leichtathletik
- 24. Februar – Grete Waitz, Norwegen, lief die 3000 Meter der Damen in 8:46,6 Minuten.
- 21. April – Liane Winter, Deutschland, lief den Marathon der Damen 2:42:24 Stunden.
- 3. Mai – Christa Vahlensieck, Deutschland, lief den Marathon der Damen 2:40:16 Stunden.
- 4. Mai – John Powell, USA, warf den Diskus in der Disziplin der Herren 69,08 Meter.
- 19. Mai – Karl-Hans Riehm, Deutschland, warf im Hammerwurf der Herren 78,5 Meter.
- 24. Juni – Grete Waitz, Norwegen, lief die 3000 Meter der Damen 8:46,6 Minuten.
- 25. Juni – Anders Gärderud, Schweden, lief die 3000 Meter Hindernis der Herren in 8:10,4 Minuten.
- 28. Juni – David Roberts, USA, erreichte im Stabhochsprung der Herren 5,65 Meter.
- 3. Juli – John Powell, USA, erreichte im Diskuswurf der Herren 69,08 Meter.
- 3. Juli – Christa Vahlensieck, Deutschland, lief den Marathon der Damen in 2:40:15 Stunden.
- 25. Juli – Anders Gärderud, Schweden, lief die 3000 Meter Hindernis der Herren in 8:10,4 Minuten.
- 20. August – Christa Vahlensieck, Deutschland, lief die 10.000 Meter der Damen in 34:01,4 Minuten.
- 20. August – Faina Melnik, Sowjetunion, warf im Diskuswurf der Damen 70,2 Meter.
- 22. August – Guy Drut, Frankreich, lief die 110 Meter Hürden der Herren in 13 Sekunden.
- 20. September – Liane Winter, Deutschland, lief den Marathon der Damen in 2:42:42 Stunden.
- 12. Oktober – Jacqueline Hansen, USA, lief den Marathon der Damen in 2:38:19 Stunden.
- 15. Oktober – João Carlos de Oliveira, Brasilien, sprang im Dreisprung der Herren 17,89 Meter.

## Motorradsport

### Formel 750
- Den Titel in der erstmals zur Motorrad-Europameisterschaft zählenden Formel 750 sichert sich der 40-jährige Australier Jack Findlay auf Yamaha vor dem Briten Barry Sheene (Suzuki) und dem Franzosen Patrick Pons (ebenfalls Yamaha).

## Tischtennis
- Tischtennisweltmeisterschaft 1975 6. bis 16. Februar in Kalkutta (Indien)
- Länderspiele Deutschlands (Freundschaftsspiele)
  - 7. November: Berlin: D. – Schweden 0:5 (Herren)
- Europaliga
  - 27. Februar: Gillingham: D. – England 1:6 (Damen + Herren)
  - 20. März: Hamm: D. – Jugoslawien 1:6 (Damen + Herren)
  - 10. April: Elsenfeld: D. – Ungarn 1:6 (Damen + Herren)
  - 24. April: Jesenik: D. – ČSSR 3:4 (Damen + Herren)
  - 16. Oktober: Siershahn: D. – Griechenland 7:0 (Damen + Herren)
  - 12. November: Basel: D. – Schweiz 7:0 (Damen + Herren)
  - 11. Dezember: Bordighera: D. – Italien 5:2 (Damen + Herren)

## Geboren

### Januar
- 01. Januar: Chris Anstey, australischer Basketballtrainer und -spieler
- 01. Januar: Roman Slobodjan, deutscher Schachspieler
- 01. Januar: Andreas Wels, deutscher Wasserspringer
- 03. Januar: Shanta Ghosh, deutsche Leichtathletin
- 03. Januar: Jakob Vestergaard, dänischer Handballtrainer

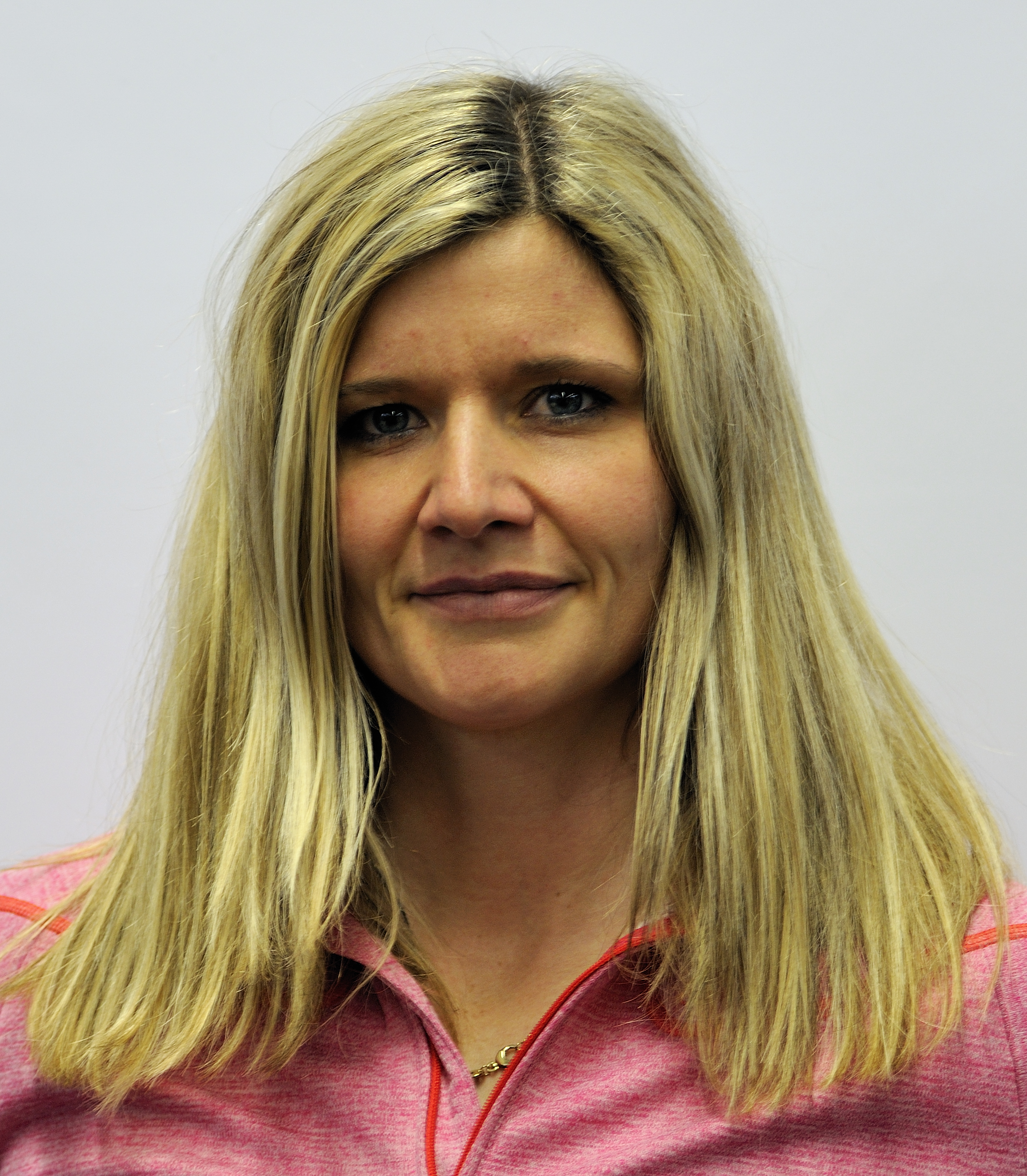
Sandra Kiriasis

- 04. Januar: Sandra Kiriasis, deutsche Bobpilotin
- 06. Januar: Trond Andersen, norwegischer Fußballspieler
- 07. Januar: Christin Lilja, schwedische Fußballspielerin
- 08. Januar: Witali Jatschmenjow, russischer Eishockeyspieler
- 09. Januar: Agnes Armour, ungarisch-US-amerikanische Handballspielerin
- 09. Januar: James Beckford, jamaikanischer Leichtathlet
- 09. Januar: Ronny Hebestreit, deutscher Fußballspieler
- 11. Januar: Trine Bakke, norwegische Skirennläuferin
- 11. Januar: Kevin Koe, kanadischer Curler
- 12. Januar: Leda Abati, italienische Biathletin
- 12. Januar: Jocelyn Thibault, kanadischer Eishockeytorwart
- 13. Januar: Matej Mamić, bosnischer Basketballspieler
- 14. Januar: Boris Amromin, israelischer Eishockeytorwart
- 14. Januar: Carlos Walter Ariel Chaile, argentinischer Fußballspieler
- 15. Januar: Anurak Srikerd, thailändischer Fußballspieler

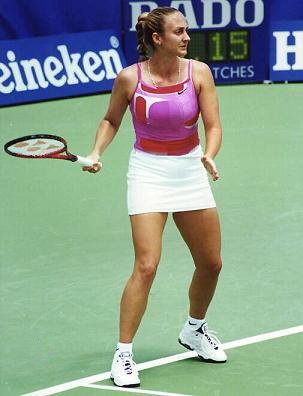
Mary Pierce

- 15. Januar: Mary Pierce, französische Tennisspielerin
- 16. Januar: Elena Antoci, rumänische Mittelstreckenläuferin
- 17. Januar: Annica Åhlén, schwedische Eishockeytorhüterin
- 19. Januar: Mikaël Lesage, französischer Fußballschiedsrichter
- 20. Januar: Chris Harris, britischer Sportjournalist und Rennfahrer
- 20. Januar: Dick Tärnström, schwedischer Eishockeyspieler
- 21. Januar: Yūji Ide, japanischer Automobilrennfahrer
- 23. Januar: Thomas Brdarić, deutscher Fußballspieler
- 23. Januar: Ingeborg Helen Marken, norwegische Skirennläuferin
- 24. Januar: Roberto Sosa, argentinischer Fußballspieler
- 25. Januar: Martin Laciga, Schweizer Beachvolleyballspieler
- 26. Januar: Tonje Larsen, norwegische Handballspielerin und -trainerin
- 26. Januar: Pia Wunderlich, deutsche Fußballspielerin
- 28. Januar: Jaliesky García, isländischer Handballspieler
- 28. Januar: Tim Montgomery, US-amerikanischer Leichtathlet
- 30. Januar: Magnus Bäckstedt, schwedischer Radrennfahrer
- 30. Januar: Juninho Pernambucano, brasilianischer Fußballspieler
- 30. Januar: Luigi Sartor, italienischer Fußballspieler

### Februar
- 01. Februar: Ekaterini Thanou, griechische Leichtathletin
- 02. Februar: Todd Bertuzzi, kanadischer Eishockeyspieler
- 02. Februar: José Luis Cardoso, spanischer Motorradrennfahrer
- 02. Februar: Jiang Cuihua, chinesische Bahnradsportlerin
- 06. Februar: Leo Insam, italienischer Eishockeyspieler († 2023)
- 06. Februar: Alexander Maletin, russischer Boxer
- 07. Februar: Zoran Antić, serbischer Fußballspieler
- 07. Februar: Alexander Boikow, russischer Eishockeyspieler
- 07. Februar: Rafik Saïfi, algerischer Fußballspieler
- 07. Februar: Søren Stryger, dänischer Handballspieler.

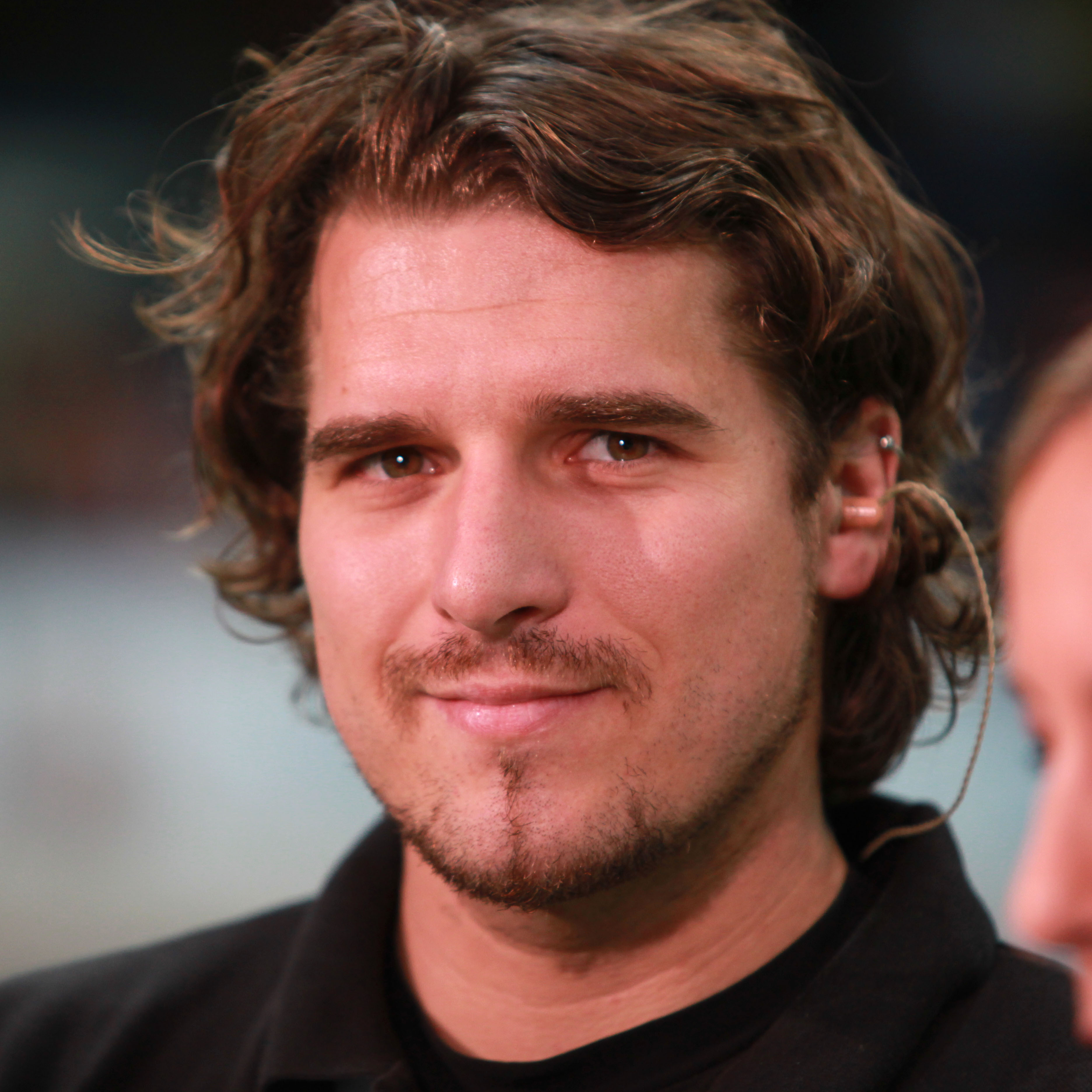
Ulrich Wolf

- 08. Februar: Andrés Fleurquín, uruguayisch-italienischer Fußballspieler
- 08. Februar: Ulrich Wolf, deutscher Handballspieler
- 09. Februar: Kurt Asle Arvesen, norwegischer Radrennfahrer
- 09. Februar: Andreas Neuendorf, deutscher Fußballspieler
- 09. Februar: Wiktor Tschistjakow, russischer Stabhochspringer
- 11. Februar: Yumileidi Cumbá, kubanische Leichtathletin
- 12. Februar: Jen Armbruster, US-amerikanische Goalballspielerin
- 14. Februar: Claudia Blasberg, deutsche Ruderin und Olympiamedaillengewinnerin
- 14. Februar: Leandro Fonseca, brasilianischer Fußballspieler
- 14. Februar: Wiktor Koslow, russischer Eishockeyspieler
- 14. Februar: Harald Stolka, deutscher Poolbillardspieler
- 15. Februar: Irina Fedotowa, russische Ruderin
- 15. Februar: Yumi Ōbe, japanische Fußballspielerin
- 20. Februar: Hans Achorner, österreichischer Biathlet
- 22. Februar: Mathias Franzén, schwedischer Handballspieler und -trainer
- 23. Februar: Wilfred Kibet Kigen, kenianischer Marathonläufer
- 25. Februar: Natalja Baranowa-Massalkina, russische Skilangläuferin
- 26. Februar: Per Johan Axelsson, schwedischer Eishockeyspieler
- 26. Februar: Alexander Botscharow, russischer Radrennfahrer

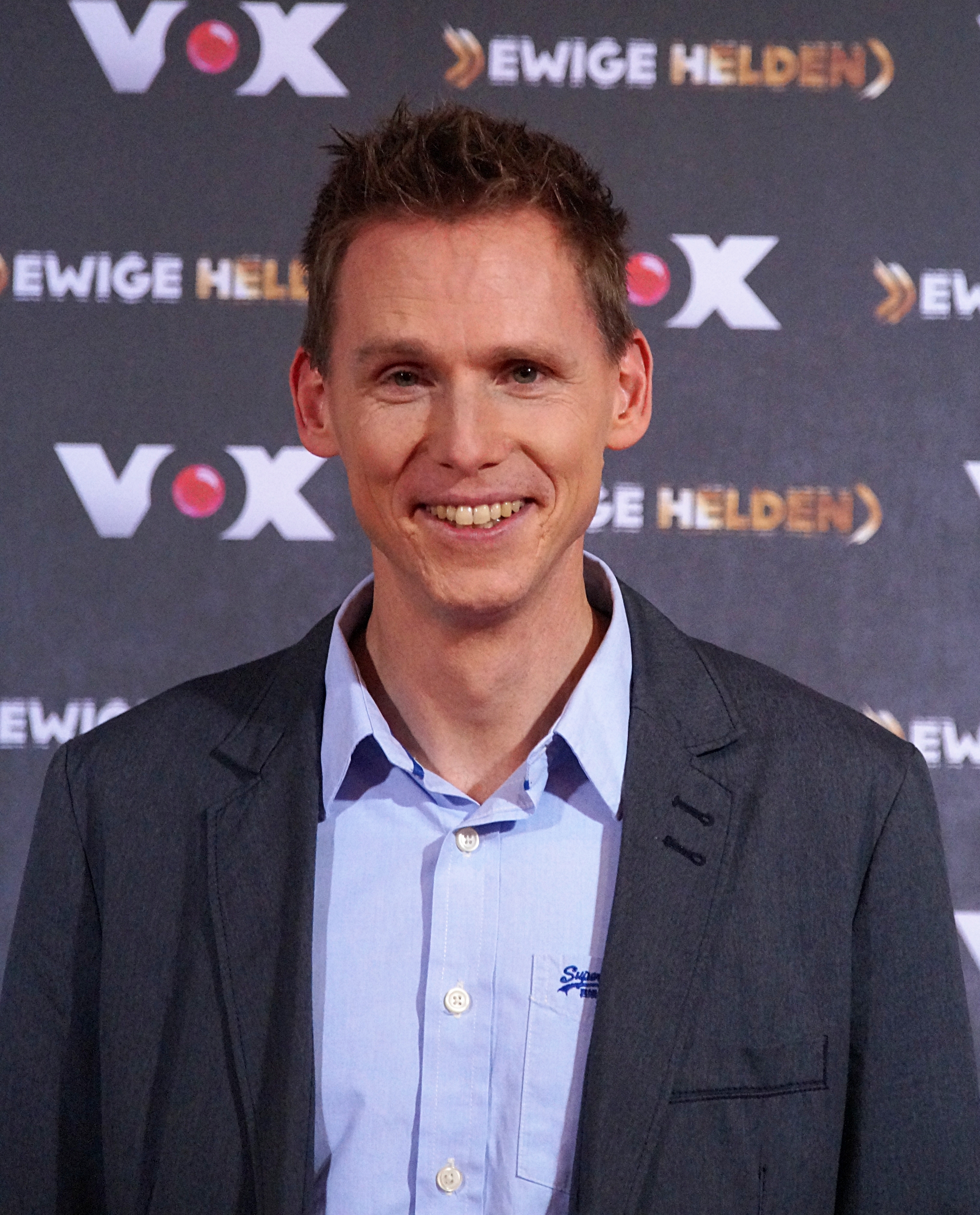
Frank Busemann

- 26. Februar: Frank Busemann, deutscher Zehnkämpfer
- 27. Februar: Aitor González Jiménez, spanischer Radrennfahrer
- 28. Februar: Charles Amoah, ghanaischer Fußballspieler

### März
- 01. März: Rüdiger Kauf, deutscher Fußballspieler
- 02. März: Noriyuki Haga, japanischer Motorradrennfahrer
- 02. März: Ilse Kopatz, österreichische Fußballspielerin
- 02. März: Alexander Kowaljow, russischer Kanute
- 03. März: Benjamin Crljenkovic, deutscher Footballspieler
- 04. März: Antti Aalto, finnischer Eishockeyspieler

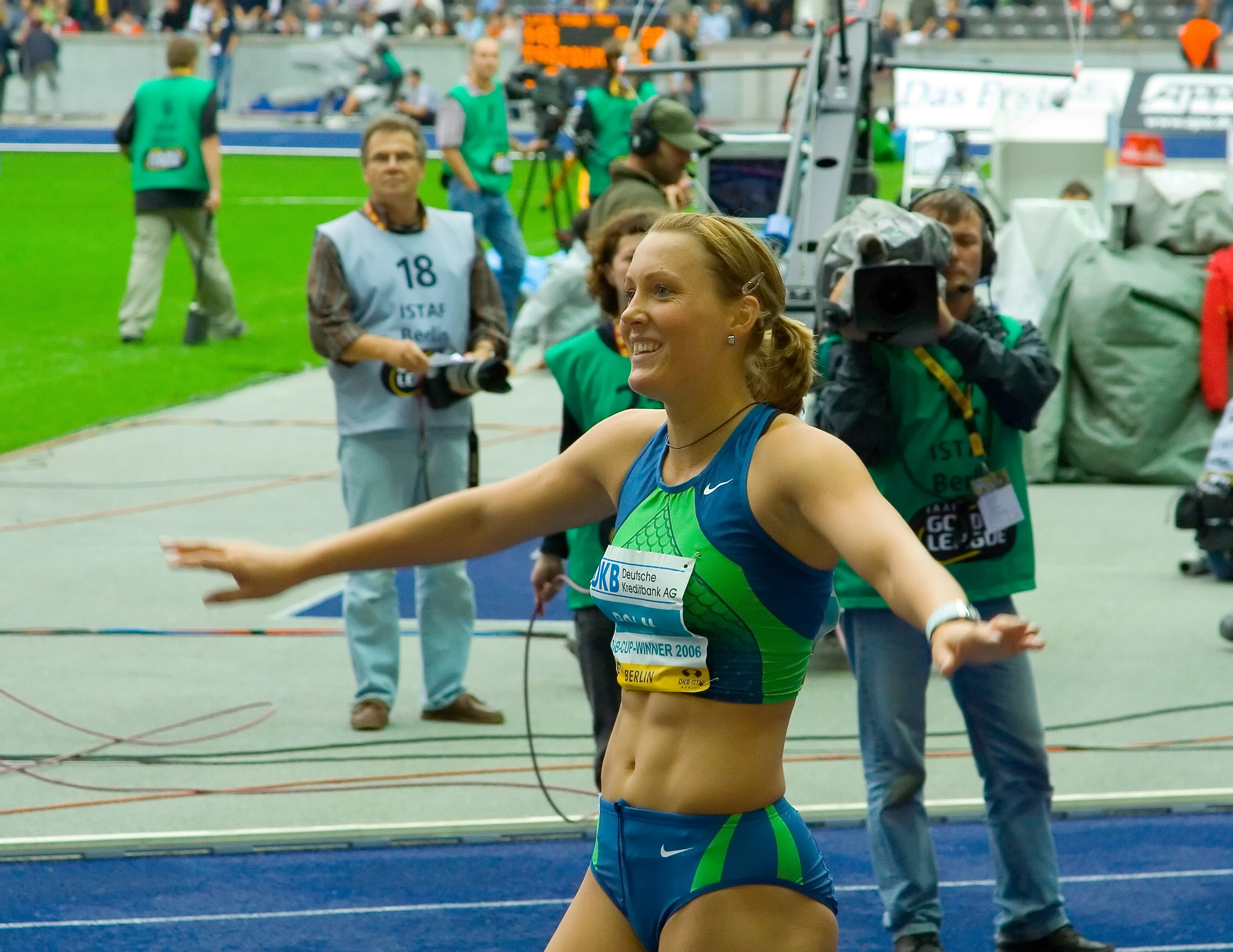
Kirsten Bolm

- 04. März: Kirsten Bolm, deutsche Leichtathletin
- 04. März: João Batista Casemiro Marques, brasilianisch-türkischer Fußballspieler
- 05. März: Anthony Gobert, australischer Motorradrennfahrer († 2024)
- 05. März: Sasho Petrovski, australischer Fußballspieler
- 08. März: Sultan Ibragimow, russischer Schwergewichtsboxer und WBO-Weltmeister (2007–2008)
- 08. März: Markus Weissenberger, österreichischer Fußballspieler
- 09. März: Alexej Gluschkow, russischer Ringer
- 09. März: Roy Makaay, niederländischer Fußballspieler
- 09. März: Juan Sebastián Verón, argentinischer Fußballspieler
- 10. März: Filip Minarik, tschechischer Galoppsport-Jockey († 2023)
- 10. März: Francesc Obiols, andorranischer Fußballspieler
- 11. März: João Barbosa, portugiesischer Automobilrennfahrer
- 11. März: David Cañada, spanischer Radsportler († 2016)
- 11. März: Buwaissar Saitijew, russischer Ringer tschetschenischer Herkunft († 2025)
- 12. März: Cecilie Leganger, norwegische Handballspielerin

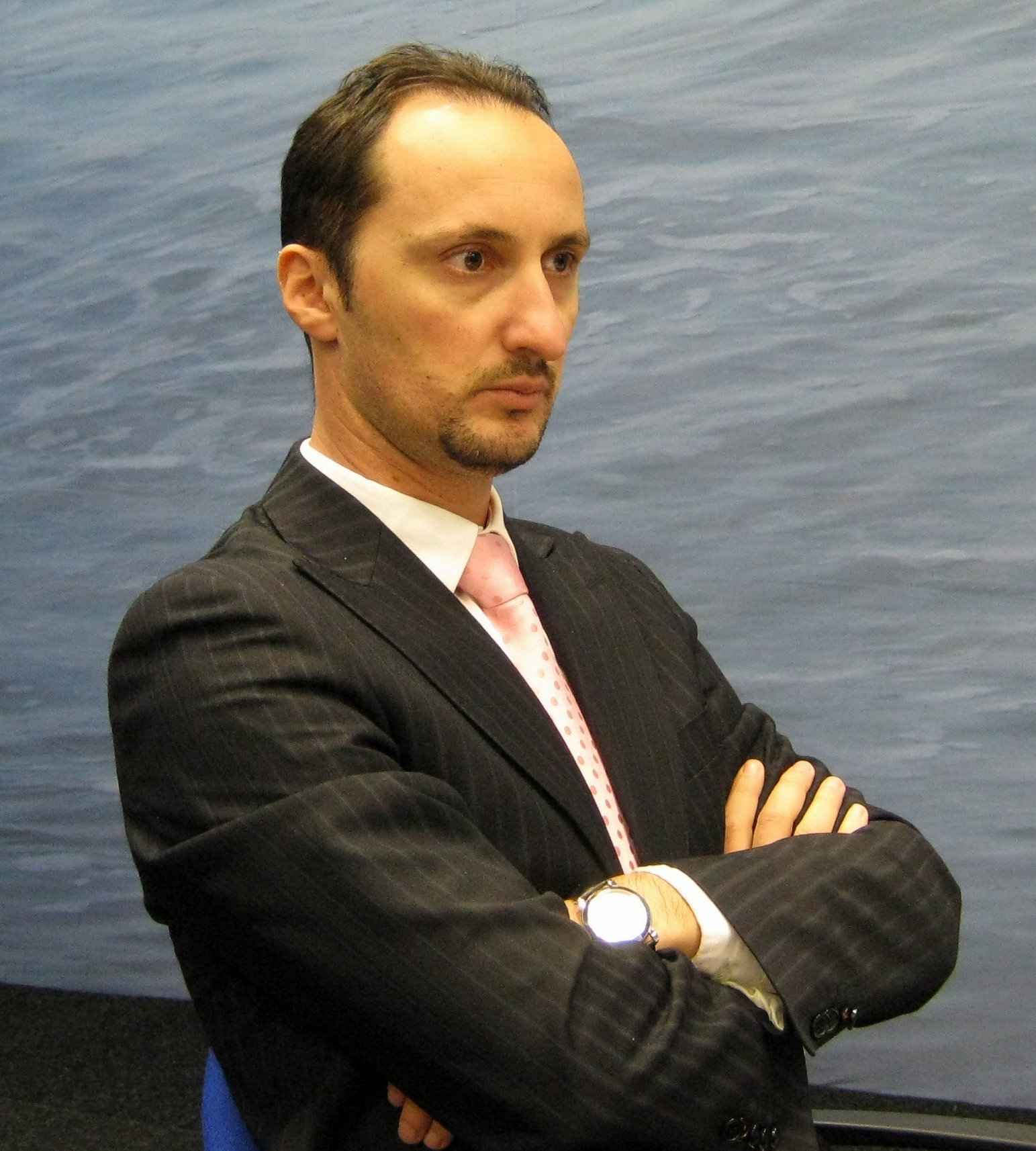
Wesselin Topalow

- 15. März: Wesselin Topalow, bulgarischer Schachspieler
- 15. März: Darcy Tucker, kanadischer Eishockeyspieler
- 16. März: Oxana Fadejewa, russische Tischtennisspielerin
- 16. März: Ilja Worobjow, deutsch-russischer Eishockeyspieler
- 18. März: Nikolai Sawaruchin, russischer Eishockeyspieler
- 20. März: Djamel Ainaoui, französischer Ringer
- 20. März: Hans Petter Buraas, norwegischer Skirennläufer
- 20. März: Isolde Kostner, italienische Skiläuferin
- 20. März: Brian Løkken, dänischer Dartspieler
- 22. März: Jiří Novák, tschechischer Tennisspieler
- 22. März: Lucas Perlitz, deutscher Basketballspieler
- 23. März: Francesc Arnau, spanischer Fußballtorwart († 2021)
- 23. März: Hossein Askari, iranischer Radrennfahrer
- 24. März: Iradj El-Qalqili, deutscher Ruderer
- 25. März: Arkadiusz Klimek, polnischer Fußballspieler
- 27. März: Christian Fiedler, deutscher Fußballspieler
- 28. März: Salvatore Commesso, italienischer Radrennfahrer
- 28. März: Fabrizio Gollin, italienischer Automobilrennfahrer
- 28. März: Iván Helguera, spanischer Fußballspieler
- 28. März: Derek Hill, US-amerikanischer Automobilrennfahrer
- 28. März: Adam Weiner, polnischer Handballspieler
- 31. März: Alexander Waske, deutscher Tennisspieler

### April
- 01. April: Gerrit Glomser, österreichischer Radrennfahrer
- 03. April: Joel Banks, englisch-belgischer Volleyballspieler und -trainer
- 04. April: Thobias Fredriksson, schwedischer Skilangläufer
- 05. April: Wolf Henzler, deutscher Automobilrennfahrer
- 05. April: Shammond Williams, US-amerikanischer Basketballspieler
- 06. April: Hal Gill, US-amerikanischer Eishockeyspieler
- 08. April: Vicky Grau, andorranische Skisportlerin
- 08. April: Francesco Flachi, italienischer Fußballspieler
- 08. April: Oxana Kasakowa, russische Eiskunstläuferin und Olympiasiegerin
- 09. April: Robbie Fowler, englischer Fußballspieler
- 09. April: Tony Gunawan, indonesischer Badmintonspieler
- 09. April: Frank Stippler, deutscher Automobilrennfahrer
- 10. April: Tino Boos, deutscher Eishockeyspieler
- 12. April: Samuli Aro, finnischer Motorradsportler
- 13. April: Jasey-Jay Anderson, kanadischer Snowboarder

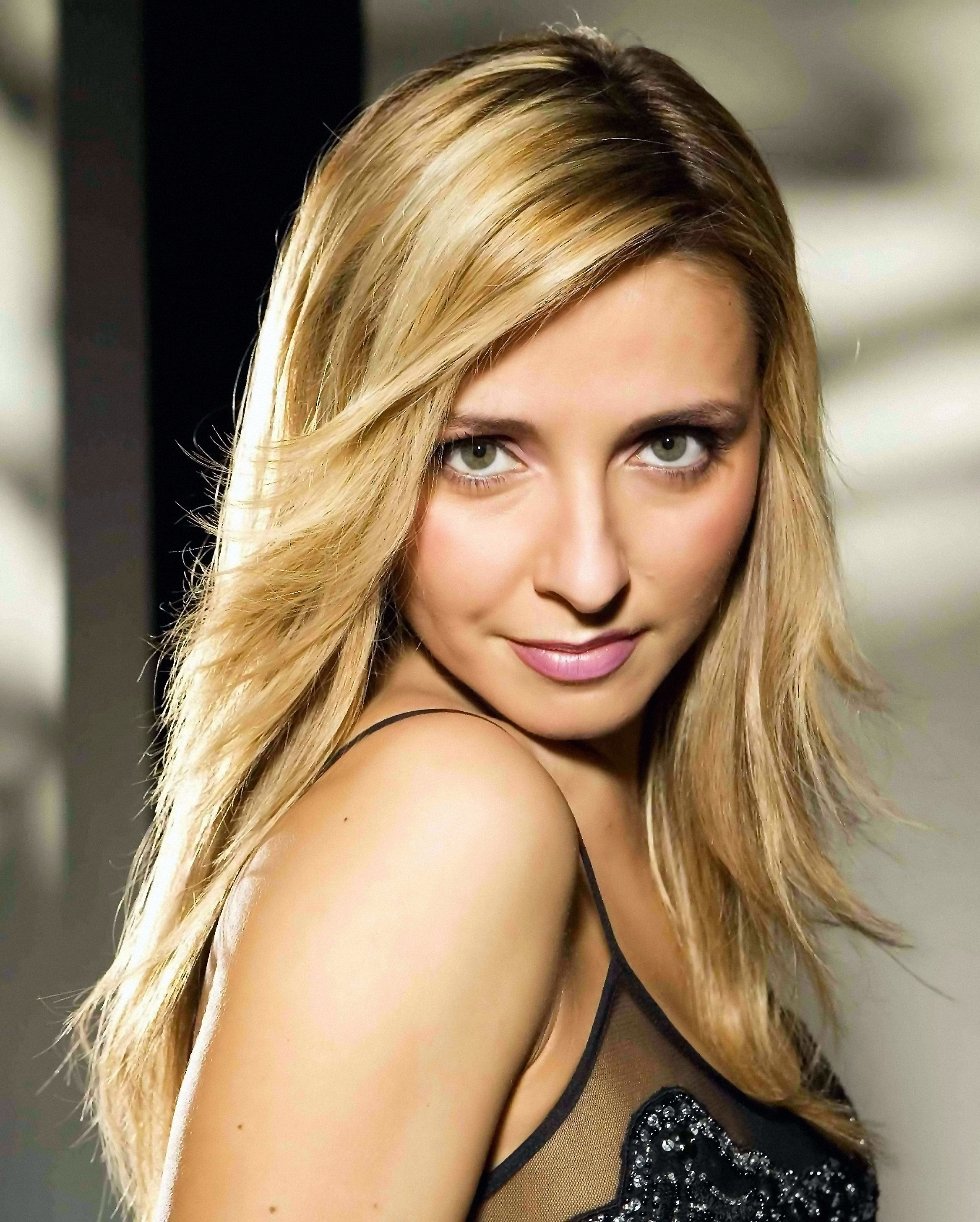
Tatjana Nawka

- 13. April: Tatjana Nawka, russische Eiskunstläuferin und Olympiasiegerin
- 13. April: Torsten Spanneberg, deutscher Schwimmer
- 15. April: Adolfo Cambiaso, argentinischer Polospieler
- 15. April: Paul Dana, US-amerikanischer Automobilrennfahrer († 2006)
- 17. April: Wenderson Arruda Said, brasilianischer Fußballspieler
- 17. April: Stefano Fiore, italienischer Fußballspieler
- 17. April: Ulf Ganschow, deutscher Handballspieler
- 19. April: Townsend Bell, US-amerikanischer Automobilrennfahrer
- 19. April: Jussi Jääskeläinen, finnischer Fußballtorhüter
- 22. April: Raymond Kalla, kamerunischer Fußballspieler
- 22. April: Melinda Keszthelyi, ungarische Badmintonspielerin
- 22. April: Greg Moore, kanadischer Automobilrennfahrer († 1999)
- 22. April: Paolo Ruberti, italienischer Automobilrennfahrer
- 22. April: Carlos Sastre, spanischer Radrennfahrer
- 23. April: Michael Hoffmann, dänischer Handballspieler
- 25. April: Konstantin Golowskoj, russischer Fußballspieler
- 25. April: Truls Ove Karlsen, norwegischer Skirennläufer
- 26. April: Gunilla Andersson, schwedische Eishockeyspielerin
- 27. April: Ralph Kreibich, österreichischer Ruderer
- 28. April: Michael Walchhofer, österreichischer Skirennläufer
- 30. April: Pawel Boitschenko, russischer Eishockeyspieler
- 30. April: David Moncoutié, französischer Radrennfahrer

### Mai
- 01. Mai: Abdi Aktaş, türkischer Fußballspieler
- 01. Mai: Marc-Vivien Foé, kamerunischer Fußballspieler († 2003)

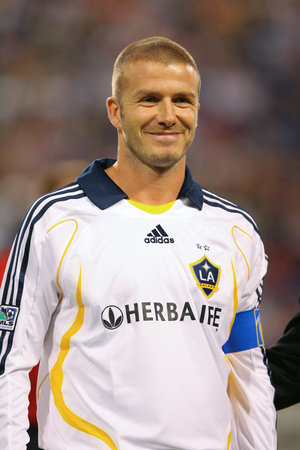
David Beckham

- 02. Mai: David Beckham, englischer Fußballspieler
- 02. Mai: Ahmed Hassan, ägyptischer Fußballspieler
- 04. Mai: Jim Ronny Andersen, norwegischer Badmintonspieler
- 04. Mai: Louise Hansen, dänische Fußballspielerin
- 07. Mai: Árni Gautur Arason, isländischer Fußballtorwart
- 07. Mai: Sigfús Sigurðsson, isländischer Handballspieler
- 10. Mai: Hélio Castroneves, brasilianischer Automobilrennfahrer
- 10. Mai: Ueli Kestenholz, Schweizer Snowboarder
- 11. Mai: Danny Schwarz, deutscher Fußballspieler
- 12. Mai: Jonah Lomu, neuseeländischer Rugby-Union-Spieler († 2015)
- 14. Mai: Nicki Sørensen, dänischer Radrennfahrer
- 15. Mai: Ian Gordon, kanadischer Eishockeytorwart
- 15. Mai: Sergei Sachnowski, russisch-israelischer Eiskunstläufer
- 17. Mai: Mats Haldin, finnischer Orientierungsläufer
- 17. Mai: Alex Wright, deutscher Wrestler
- 17. Mai: Marcelinho, brasilianischer Fußballspieler
- 18. Mai: Flozell Adams, US-amerikanischer American-Football-Spieler
- 18. Mai: John Higgins, schottischer Snookerspieler
- 19. Mai: Adnan Masić, bosnisch-deutscher Fußballspieler
- 19. Mai: Tobias Skerka, deutscher Handballspieler
- 20. Mai: Mauricio Martínez, panamaischer Boxer
- 21. Mai: Alexej Jegorow, russischer Eishockeyspieler († 2002)
- 21. Mai: Juuso Pykälistö, finnischer Rallyefahrer
- 23. Mai: Jon Fogarty, US-amerikanischer Automobilrennfahrer
- 24. Mai: David Krummenacker, US-amerikanischer Leichtathlet
- 27. Mai: Michael Hussey, australischer Cricketspieler
- 28. Mai: Chalid Arrab, deutscher Mixed-Martial-Arts-Kämpfer
- 31. Mai: Toni Nieminen, finnischer Skispringer

### Juni

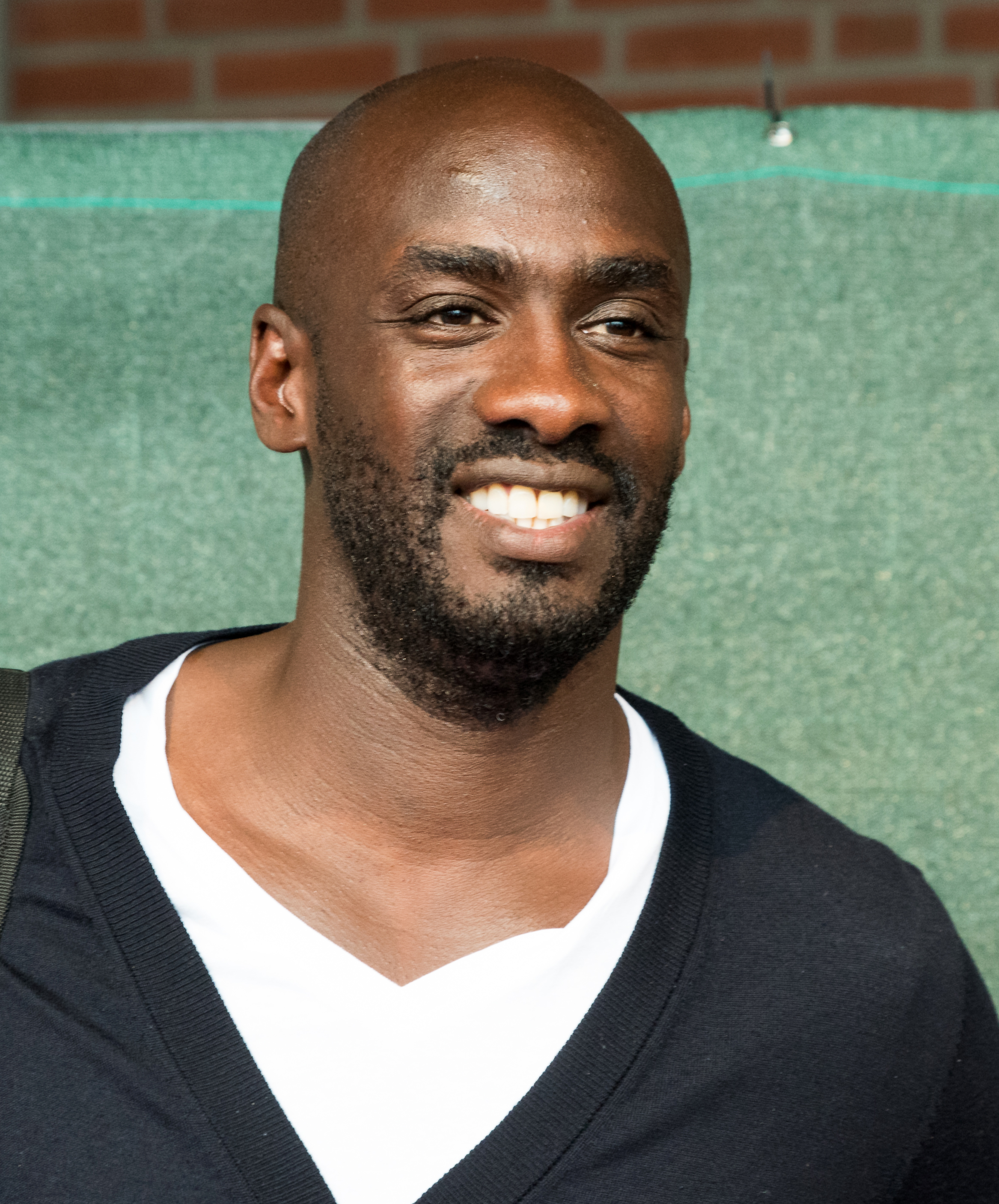
Otto Addo

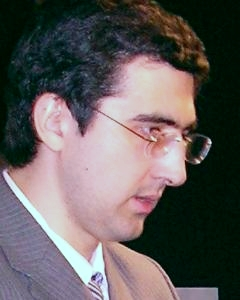
Wladimir Kramnik

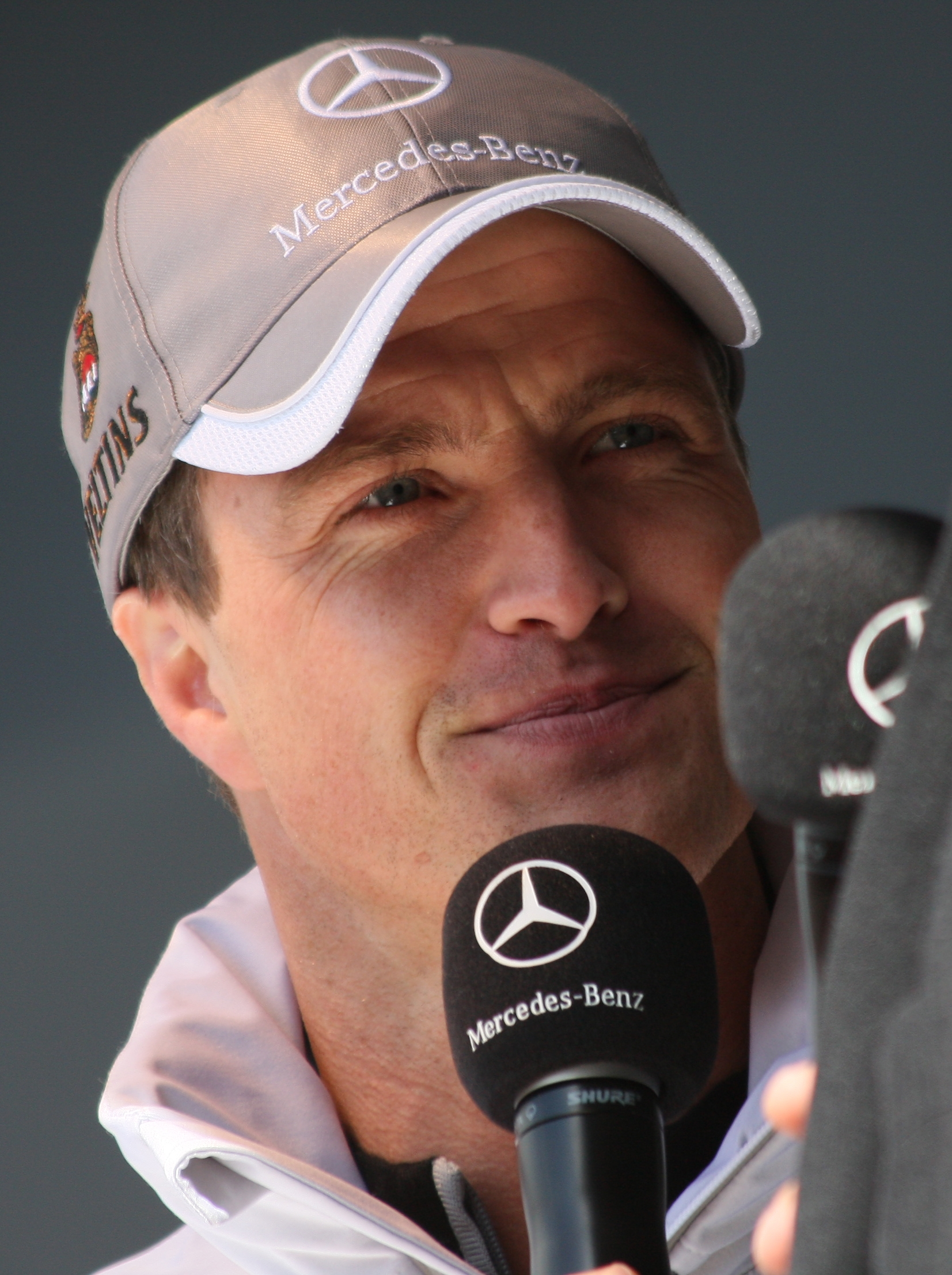
Ralf Schumacher

- 01. Juni: Karnam Malleswari, indische Gewichtheberin
- 05. Juni: Izaias Maia Carneiro, brasilianischer Fußballspieler
- 05. Juni: Torge Greve, deutscher Handballspieler
- 06. Juni: Heike Ahlgrimm, deutsche Handballspielerin
- 06. Juni: Roland Braunschmidt, österreichischer Fußballschiedsrichter
- 06. Juni: Fábio Camilo de Brito, brasilianischer Fußballspieler
- 07. Juni: Allen Iverson, US-amerikanischer Basketballspieler
- 08. Juni: Sarah Abitbol, französische Eiskunstläuferin
- 09. Juni: Otto Addo, ghanaisch-deutscher Fußballspieler
- 09. Juni: Paul Agostino, australischer Fußballspieler
- 09. Juni: Kasper Nielsen, dänischer Handballspieler
- 09. Juni: Andrew Symonds, australischer Cricketspieler († 2022)
- 09. Juni: Renato Vugrinec, slowenischer Handballspieler
- 10. Juni: Risto Jussilainen, finnischer Skispringer
- 11. Juni: Tonje Kjærgaard, dänische Handballspielerin
- 12. Juni: Harold Primat, Schweizer Automobilrennfahrer
- 13. Juni: Ante Covic, australischer Fußballtorhüter
- 14. Juni: Iwona Grzywa, polnische Biathletin
- 14. Juni: Roland Fischnaller, italienischer Skirennläufer
- 15. Juni: Sandra Finkenauer, deutsche Fußballspielerin
- 15. Juni: Maxim Menschikow, russischer Bogenläufer und Bogenbiathlet
- 17. Juni: Altin Haxhi, albanischer Fußballspieler
- 17. Juni: Juan Carlos Valerón, spanischer Fußballspieler
- 19. Juni: Tom Cloet, belgischer Automobilrennfahrer
- 19. Juni: Ed Coode, britischer Ruderer
- 19. Juni: Bert Grabsch, deutscher Radrennfahrer
- 20. Juni: Francesco Arlanch, italienischer Drehbuchautor
- 21. Juni: Sherraine Schalm, kanadische Degenfechterin
- 22. Juni: Andreas Klöden, deutscher Radrennfahrer
- 23. Juni: Dele Adebola, nigerianischer Fußballspieler
- 23. Juni: Lotte Kiærskou, dänische Handballspielerin
- 23. Juni: Sibusiso Zuma, südafrikanischer Fußballspieler
- 25. Juni: Wladimir Kramnik, russischer Schachmeister
- 25. Juni: Albert Costa, spanischer Tennisspieler
- 26. Juni: Jean-Paul Abalo, togoischer Fußballspieler
- 26. Juni: Chris Armstrong, kanadischer Eishockeyspieler
- 28. Juni: Mitchell Anderson, australischer Triathlet
- 28. Juni: Richard Hidalgo, US-amerikanischer Baseballspieler
- 29. Juni: María José Rienda, spanische Skirennläuferin
- 30. Juni: Karsten Oswald, deutscher Fußballspieler und -trainer
- 30. Juni: Ralf Schumacher, deutscher Automobilrennfahrer
- 30. Juni: Rami Shaaban, schwedischer Fußballtorhüter
- 30. Juni: Shayne Wright, deutsch-kanadischer Eishockeyspieler

### Juli

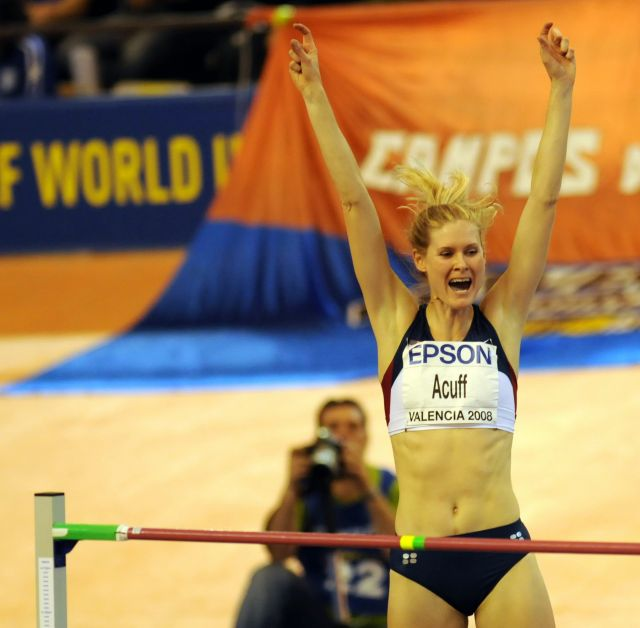
Amy Acuff

- 01. Juli: Veselin Popović, serbischer Fußballspieler
- 01. Juli: Tatjana Tomaschowa, russische Leichtathletin und Olympionikin
- 02. Juli: Joel Aguilar, salvadorianischer Fußballschiedsrichter
- 02. Juli: Mirko Bernau, deutscher Handballspieler und -trainer
- 02. Juli: David Saelens, belgischer Automobilrennfahrer
- 03. Juli: Mychajlo Chalilow, ukrainischer Radrennfahrer
- 04. Juli: Reinhard Divis, österreichischer Eishockeyspieler
- 05. Juli: David Arigbabu, deutscher Basketballspieler
- 05. Juli: Christoph Brandner, österreichischer Eishockeyspieler
- 05. Juli: Hernán Crespo, argentinischer Fußballspieler
- 05. Juli: Ai Sugiyama, japanische Tennisspielerin
- 06. Juli: Laurent Pasquali, französischer Automobilrennfahrer († 2018)
- 06. Juli: Vladimir Vasilj, kroatischer Fußballspieler
- 07. Juli: Sean Becker, neuseeländischer Curlingspieler
- 07. Juli: Adam Nelson, US-amerikanischer Leichtathlet
- 07. Juli: Olga Pyljowa, russische Biathletin und Olympiasiegerin
- 07. Juli: Martin Stauffer, Schweizer Leichtathlet
- 08. Juli: Régis Laconi, französischer Motorradrennfahrer
- 10. Juli: Ademola Okulaja, deutscher Basketballspieler und Spielerberater († 2022)
- 12. Juli: Igor Jerman, slowenischer Motorradrennfahrer
- 14. Juli: Amy Acuff, US-amerikanische Hochspringerin
- 14. Juli: Maria-Joëlle Conjungo, Leichtathletin aus der Zentralafrikanischen Republik
- 15. Juli: Dani Andrada, spanischer Sportkletterer
- 17. Juli: Robert Andrzejuk, polnischer Degenfechter
- 17. Juli: Jewgenija Artamonowa-Estes, russische Volleyballspielerin
- 17. Juli: Carey Hart, US-amerikanischer Motocrossfahrer
- 17. Juli: Vincent Vittoz, französischer Skilangläufer
- 20. Juli: Ray Allen, US-amerikanischer Basketballspieler
- 20. Juli: Rodolfo Arruabarrena, argentinischer Fußballspieler
- 23. Juli: Alessio Tacchinardi, italienischer Fußballspieler
- 23. Juli: Mario Tokić, kroatischer Fußballspieler
- 24. Juli: Konrad Bansa, deutscher Handball‑ und Beachhandballtorwart
- 24. Juli: Marc Gagnon, kanadischer Eisschnellläufer (Short-Track)
- 25. Juli: Mario Krassnitzer, österreichischer Fußballspieler
- 26. Juli: Ingo Schultz, deutscher Leichtathlet
- 27. Juli: Ara Abrahamian, schwedischer Ringer armenischer Herkunft
- 28. Juli: Imke Duplitzer, deutsche Degenfechterin
- 29. Juli: Jewgenij Schaldybin, russischer Eishockeyspieler

### August
- 02. August: Xu Huaiwen, deutsche Badmintonspielerin chinesischer Herkunft
- 03. August: Felix Brych, deutscher Fußballschiedsrichter
- 03. August: Wael Gomaa, ägyptischer Fußballspieler
- 04. August: Ivan Bitzi, Schweizer Leichtathlet
- 04. August: Justin Keen, britischer Automobilrennfahrer
- 04. August: Nikos Liberopoulos, griechischer Fußballspieler
- 06. August: Jason Crump, australischer Bahnsportler
- 06. August: Renate Götschl, österreichische Skirennläuferin
- 06. August: Ivica Grlić, bosnisch-herzegowinischer Fußballspieler
- 06. August: Katja Koren, slowenische Skiläuferin

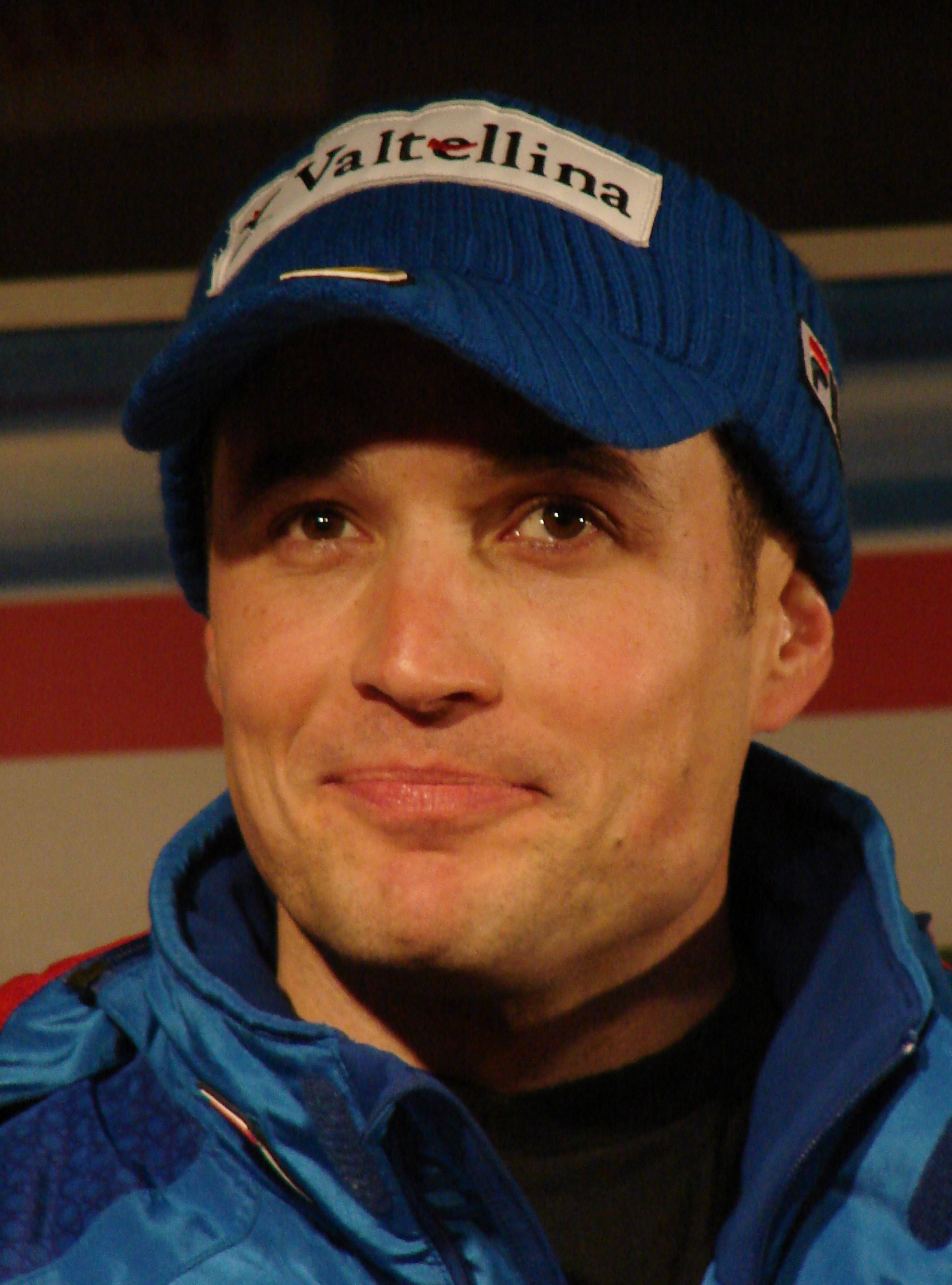
Giorgio Rocca

- 06. August: Giorgio Rocca, italienischer Skirennläufer
- 09. August: Robbie Middleby, australischer Fußballspieler
- 10. August: İlhan Mansız, türkischer Fußballspieler
- 12. August: Roberto D’Aversa, italienischer Fußballspieler und -trainer
- 13. August: Matts Andersson, schwedischer Fußballspieler
- 15. August: Chrissovalantis Anagnostou, griechischer Fußballspieler
- 16. August: Imants Bleidelis, lettischer Fußballspieler
- 16. August: Didier Agathe, französischer Fußballspieler
- 17. August: Gabriele Becker, deutsche Leichtathletin
- 18. August: Aitor López Rekarte, spanischer Fußballspieler
- 18. August: Róbert Fazekas, ungarischer Leichtathlet
- 20. August: Marcin Adamski, polnischer Fußballspieler
- 22. August: Clint Bolton, australischer Fußballspieler
- 22. August: Ali Farahat, ägyptischer Schachspieler und -trainer
- 22. August: Franco Squillari, argentinischer Tennisspieler
- 23. August: Marcell Fensch, deutscher Fußballspieler
- 23. August: Miguel Pereira, angolanischer Fußballspieler
- 24. August: Marc Miller, US-amerikanischer Automobilrennfahrer
- 25. August: Sascha Köstner, deutscher Tischtennisspieler
- 25. August: Hervé Nzelo-Lembi, kongolesischer Fußballspieler
- 25. August: Petria Thomas, australische Schwimmerin
- 28. August: Magnus Andersen, norwegischer Handballspieler
- 28. August: Pietro Caucchioli, italienischer Radrennfahrer
- 28. August: Nicole Janischewski, deutsche Fußballspielerin
- 28. August: Senad Tiganj, slowenischer Fußballspieler
- 30. August: Marina Anissina, russisch-französische Eiskunstläuferin
- 30. August: Giorgi Assanidse, georgischer Gewichtheber
- 30. August: Roberto Carretero, spanischer Tennisspieler

### September
- 04. September: Dominik Marks, deutscher Fußballschiedsrichter
- 04. September: Miguel Acosta Moreno, mexikanischer Fußballspieler
- 06. September: Ryōko Tani, japanischen Judoka, Olympiasiegerin und Weltmeisterin
- 07. September: Norick Abe, japanischer Motorradrennfahrer († 2007)
- 07. September: Whayne Wilson, costa-ricanischer Fußballspieler († 2005)

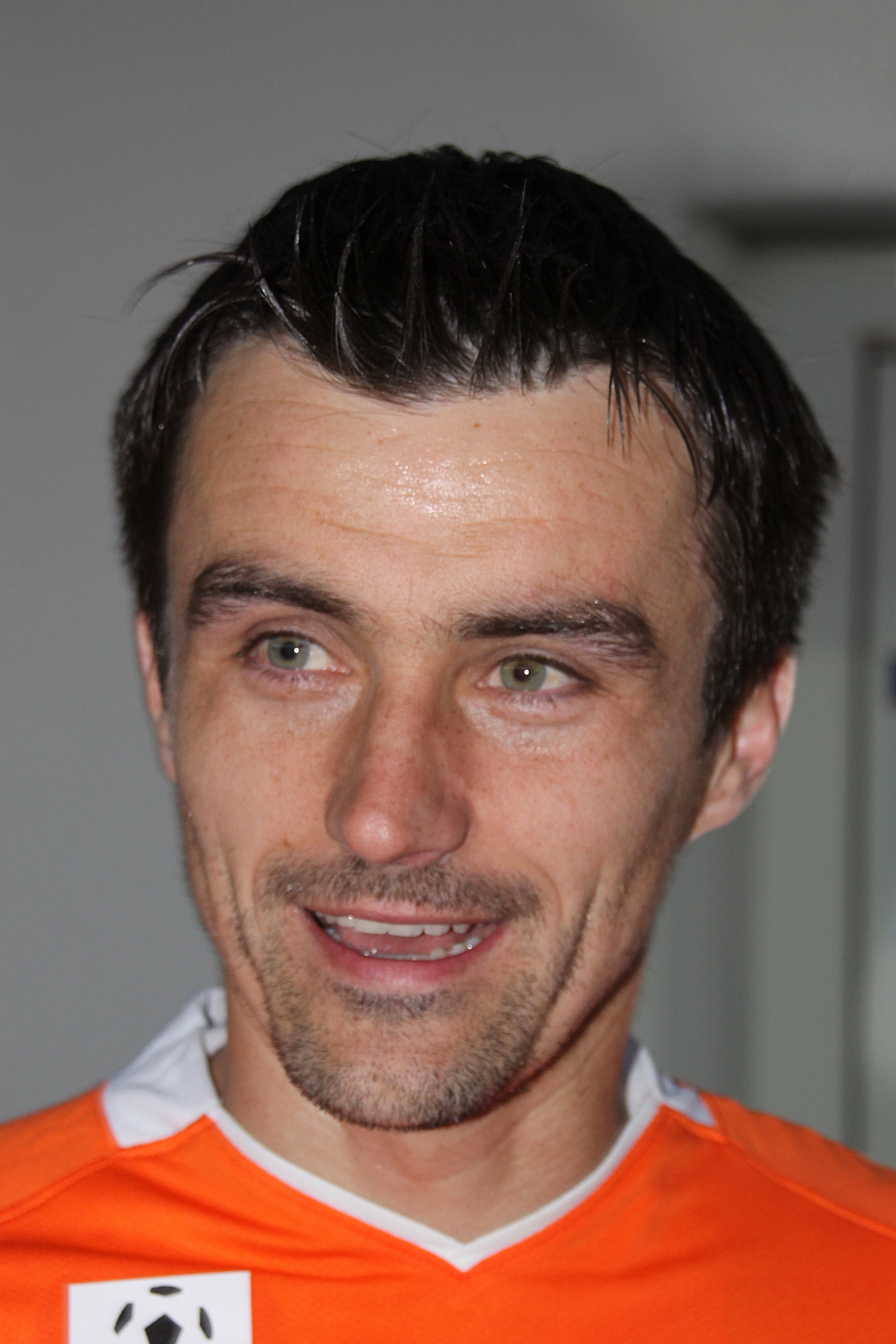
Mario Bazina

- 08. September: Mario Bazina, kroatischer Fußballspieler
- 09. September: Jörg Ludewig, deutscher Radrennfahrer
- 09. September: Andrej Solomatin, russischer Fußballspieler
- 13. September: Idan Tal, israelischer Fußballspieler
- 14. September: Marian Petrow, bulgarischer Schachspieler
- 15. September: Tom Dolan, US-amerikanischer Schwimmer
- 16. September: Gal Fridman, israelischer Windsurfer und Olympiasieger
- 16. September: Petra Haltmayr, deutsche Skirennläuferin
- 17. September: Iradj Alexander, Schweizer Automobilrennfahrer
- 17. September: Tayna Lawrence, jamaikanische Leichtathletin und Olympiasiegerin
- 18. September: Kai Achilles, deutscher Fußballspieler
- 18. September: Igor Demo, slowakischer Fußballspieler
- 18. September: Jason Gardener, britischer Leichtathlet
- 19. September: Laurențiu Reghecampf, rumänischer Fußballspieler und -trainer

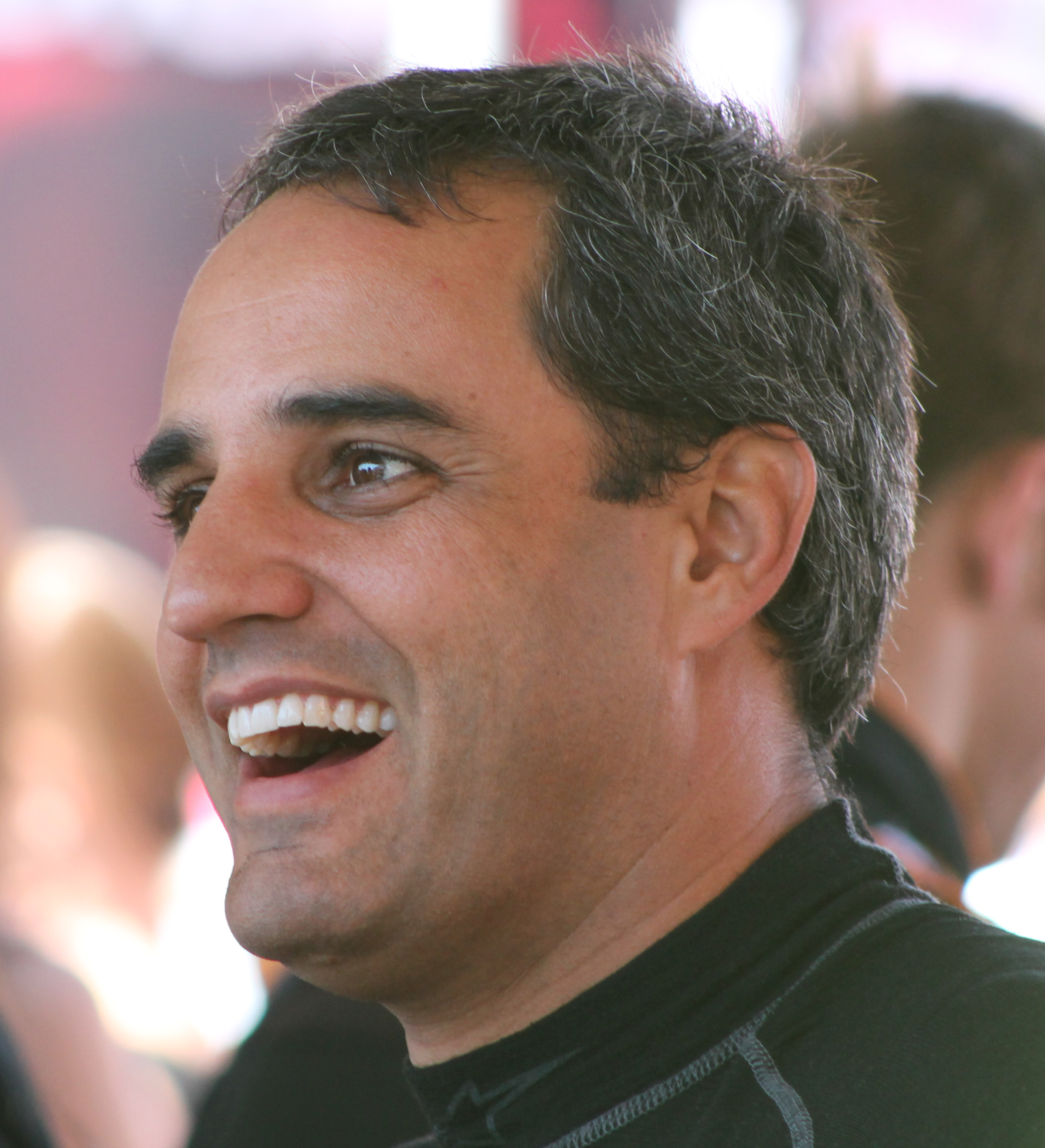
Juan Pablo Montoya

- 20. September: Juan Pablo Montoya, kolumbianischer Automobilrennfahrer
- 20. September: Björn Navarin, deutscher Handballspieler
- 21. September: Per Thomas Linders, schwedischer Handballspieler
- 23. September: Sergei Tetjuchin, russischer Volleyballspieler und Olympiasieger
- 25. September: Daniela Ceccarelli, italienische Skirennläuferin
- 25. September: Ashley Fisher, australischer Tennisspieler
- 26. September: Marco Cioci, italienischer Automobilrennfahrer
- 26. September: Bahattin Duran, türkischer Fußballschiedsrichterassistent
- 26. September: Demetrio Lozano, spanischer Handballspieler
- 27. September: Krzysztof Nowak, polnischer Fußballspieler († 2005)
- 28. September: Valérien Ismaël, französischer Fußballspieler
- 29. September: Abdullah al-Wakid, saudi-arabischer Fußballspieler
- 29. September: Patrick van Kalken, niederländischer Judoka
- 29. September: Majken Vange, dänische Badmintonspielerin
- 30. September: Andreas Ertl, deutscher Skirennläufer
- 30. September: Dennis Gentenaar, niederländischer Fußballspieler
- 30. September: Laure Pequegnot, französische Skirennläuferin

### Oktober
- 01. Oktober: Zoltan Sebescen, deutscher Fußballspieler
- 02. Oktober: Ubaid ad-Dusari, saudi-arabischer Fußballspieler
- 04. Oktober: Cristiano Lucarelli, italienischer Fußballspieler
- 05. Oktober: Sascha Lense, deutscher Fußballspieler
- 06. Oktober: Skerdilaid Curri, albanischer Fußballspieler
- 06. Oktober: Olga Færseth, isländische Basketball- und Fußballspielerin
- 07. Oktober: Artur Siódmiak, polnischer Handballspieler
- 08. Oktober: Tatiana Grigorieva, australische Stabhochspringerin und Olympiazweite
- 09. Oktober: Mark Viduka, australischer Fußballspieler
- 11. Oktober: Renate Lingor, deutsche Fußballspielerin

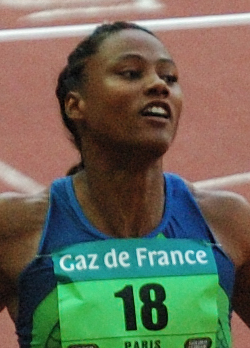
Marion Jones

- 12. Oktober: Marion Jones, US-amerikanische Leichtathletin
- 13. Oktober: Lianne Shirley, neuseeländische Badmintonspielerin
- 14. Oktober: Floyd Landis, US-amerikanischer Radrennfahrer
- 14. Oktober: Boris Reichel, deutscher Badmintonspieler und -trainer
- 16. Oktober: Antonella Confortola Wyatt, italienische Skilangläuferin
- 18. Oktober: Jean-Guy Trudel, kanadischer Eishockeyspieler, -trainer und -funktionär
- 19. Oktober: Hilde Gerg, deutsche Skifahrerin
- 20. Oktober: Nadine Kleinert, deutsche Kugelstoßerin
- 21. Oktober: Juan Pablo Ángel, kolumbianischer Fußballspieler
- 22. Oktober: Míchel Salgado, spanischer Fußballspieler
- 22. Oktober: Stive Vermaut, belgischer Radrennfahrer († 2004)
- 23. Oktober: Marcus Lantz, schwedischer Fußballspieler
- 26. Oktober: Katja Riipi, finnische Eishockeyspielerin
- 27. Oktober: Nicole Herschmann, deutsche Bobfahrerin und Leichtathletin
- 29. Oktober: Godfried Aduobe, ghanaischer Fußballspieler
- 29. Oktober: Frank Baumann, deutscher Fußballspieler
- 30. Oktober: Marco Arriagada, chilenischer Bahn- und Straßenradrennfahrer

### November
- 01. November: Omar Nazar, afghanischer Fußballspieler
- 01. November: Natalja Paderina, russische Sportschützin und olympische Silbermedaillengewinnerin 2008

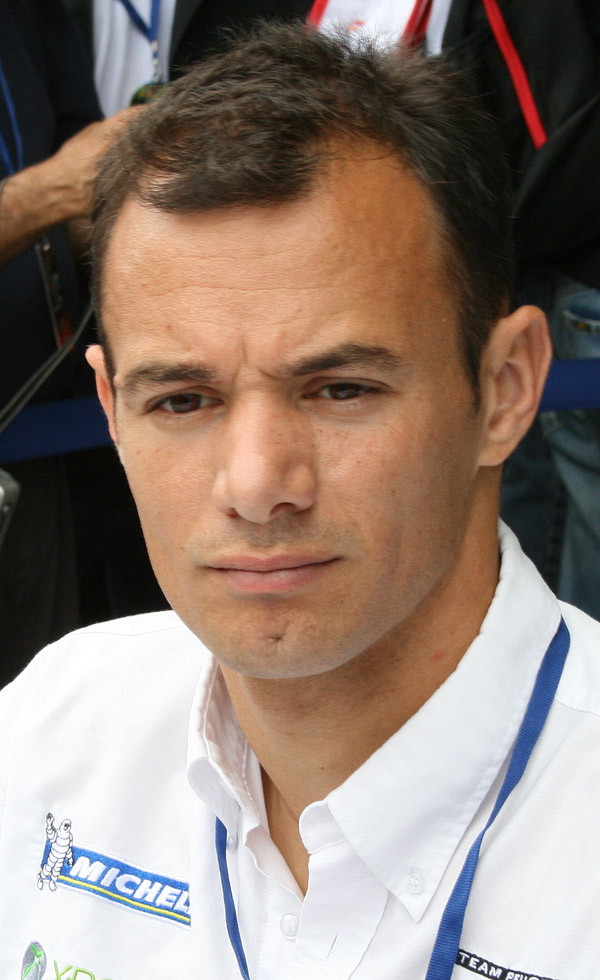
Stéphane Sarrazin

- 02. November: Stéphane Sarrazin, französischer Automobilrennfahrer
- 03. November: Marta Domínguez, spanische Leichtathletin
- 03. November: Grischa Niermann, deutscher Radrennfahrer
- 04. November: José Ignacio Castillo, argentinischer Fußballspieler
- 04. November: Eduard Kokscharow, russischer Handballspieler
- 07. November: Giacomo Petrobelli, italienischer Autorennfahrer
- 10. November: Markko Märtin, estnischer Rallyefahrer
- 11. November: Josep Serrano, andorranischer Fußballspieler
- 11. November: Martín Vitali, argentinischer Fußballspieler
- 12. November: Edvin Murati, albanischer Fußballspieler
- 12. November: Dmitri Wassilenko, russischer Gerätturner und Olympiasieger
- 12. November: Dario Šimić, kroatischer Fußballspieler
- 13. November: Quim, portugiesischer Fußballspieler
- 14. November: Frédéric Covili, französischer Skirennläufer
- 14. November: Gabriela Szabo, rumänische Leichtathletin und Olympiasiegerin
- 16. November: Mária Súkeníková, slowakische Fußballschiedsrichterassistentin
- 18. November: Altin Lala, albanischer Fußballspieler
- 18. November: Andrea Ódor, ungarische Badmintonspielerin
- 18. November: Kristian Poulsen, dänischer Automobilrennfahrer
- 22. November: Tariq Chihab, marokkanischer Fußballspieler
- 23. November: Daniele Orsato, italienischer Fußballschiedsrichter
- 23. November: Sergej Schukow, russischer Eishockeyspieler
- 24. November: Spasoje Bulajič, slowenischer Fußballspieler
- 24. November: Kristina Koznick, US-amerikanische Skirennläuferin
- 24. November: Lee Wan Wah, malaysischer Badmintonspieler
- 26. November: Igor Martschenko, russischer Schwimmer
- 26. November: Wladislaw Radimow, russischer Fußballspieler
- 26. November: Salvatore Sanzo, italienischer Florettfechter
- 27. November: Jewgenij Galkin, russischer Eishockeyspieler
- 27. November: Mette Vestergaard, dänische Handballspielerin
- 28. November: Iris Avrahem, israelische Fußballspielerin
- 28. November: Ekaterina Dafowska, bulgarische Biathletin
- 29. November: Ģirts Ankipāns, lettischer Eishockeyspieler

### Dezember

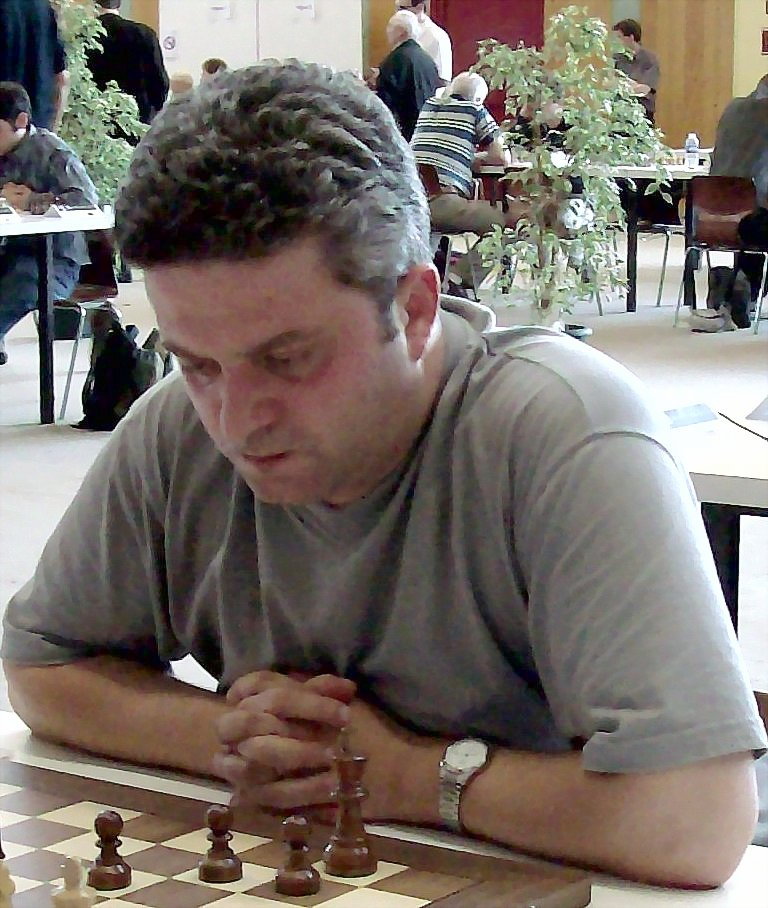
Andrei Istrățescu

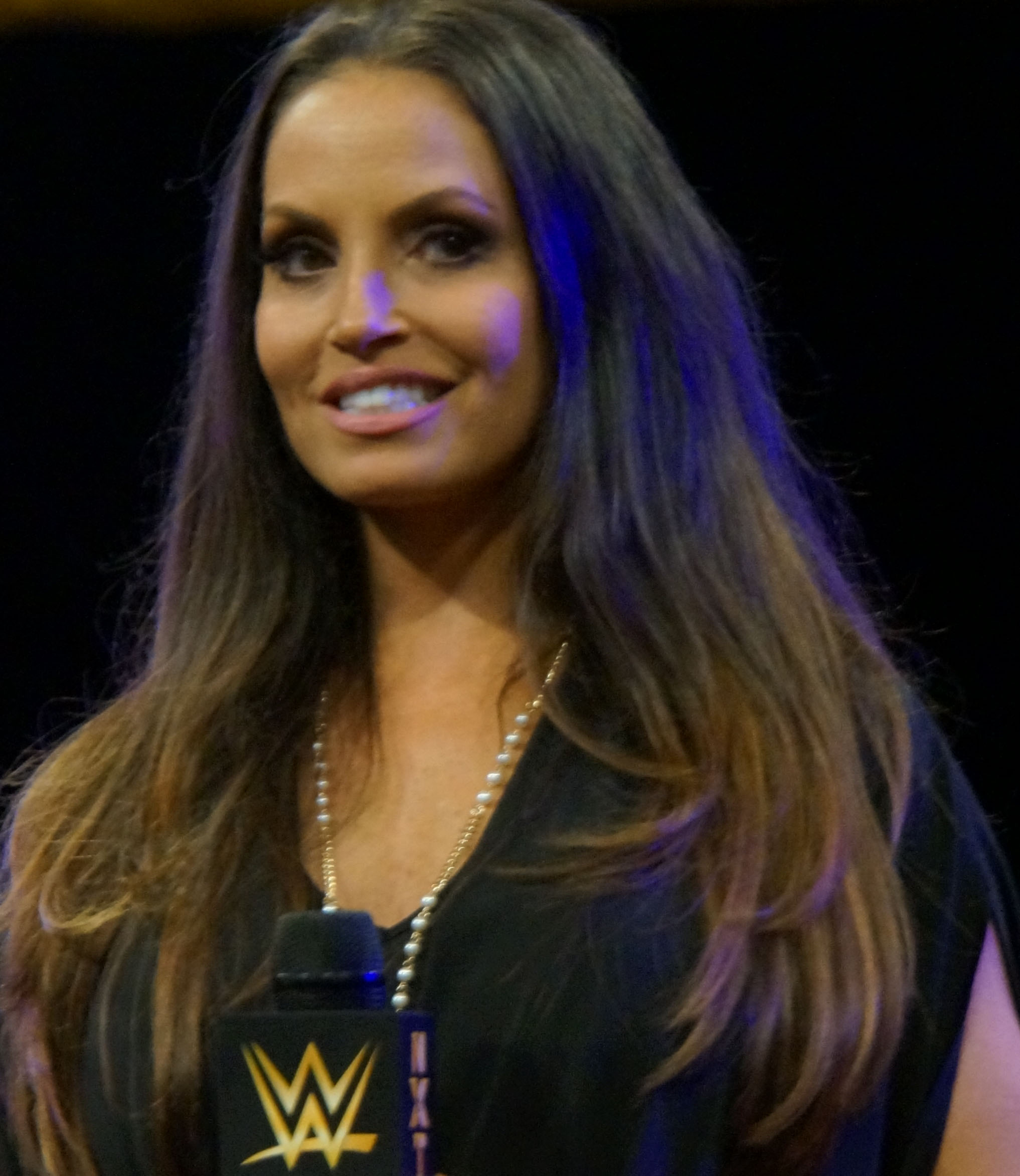
Trish Stratus

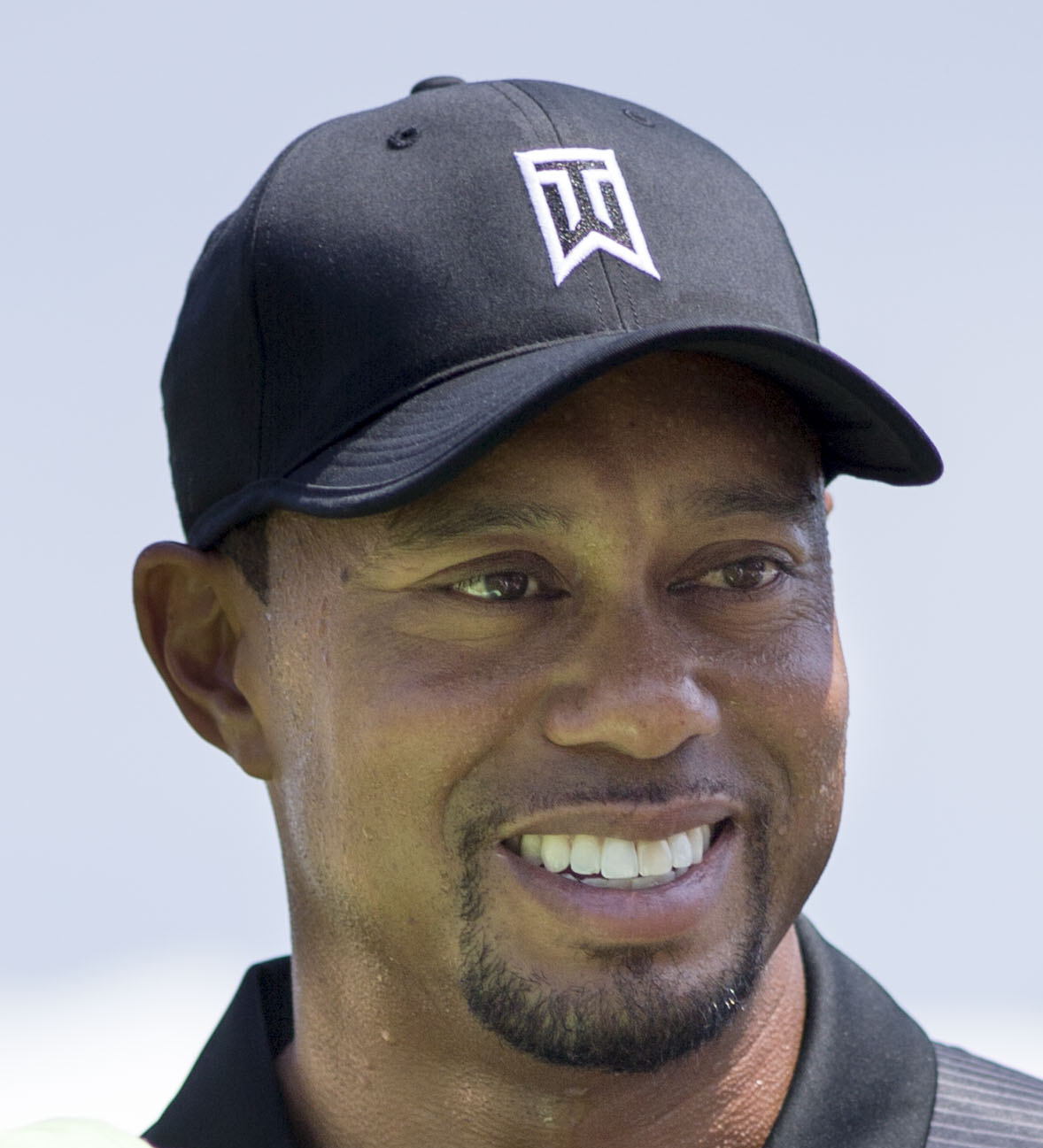
Tiger Woods

- 02. Dezember: Jean-Michel Arcucci, französischer Squashspieler
- 03. Dezember: Andrei Istrățescu, rumänischer Schachspieler
- 05. Dezember: Gonçalo Gomes, portugiesischer Automobilrennfahrer
- 05. Dezember: Ronnie O’Sullivan, englischer Snooker-Spieler
- 06. Dezember: Andrea Agnelli, italienischer Fußballfunktionär
- 07. Dezember: Marco Borciani, italienischer Motorradrennfahrer
- 10. Dezember: Josip Skoko, australischer Fußballspieler
- 11. Dezember: Gerben de Knegt, niederländischer Radrennfahrer
- 12. Dezember: Donald Agu, nigerianischer Fußballspieler
- 12. Dezember: Craig Moore, australischer Fußballspieler
- 13. Dezember: Frédéric Collignon, belgischer Tischfußballspieler
- 17. Dezember: Susanthika Jayasinghe, sri-lankische Leichtathletin
- 17. Dezember: Nikolai Morosow, belarussischer Eiskunstläufer
- 18. Dezember: Michael Barry, kanadischer Radsportler
- 18. Dezember: Trish Stratus, kanadische Wrestlerin
- 20. Dezember: Vasilis Anastopoulos, griechischer Radrennfahrer
- 20. Dezember: Olga Matwejewa, spanische Beachvolleyballspielerin russischer Herkunft
- 21. Dezember: Ricard Imbernon, andorranischer Fußballspieler
- 21. Dezember: Javier Martín Sánchez, andorranischer Fußballspieler
- 22. Dezember: Khaled Al Qubaisi, emiratischer Automobilrennfahrer
- 22. Dezember: Marvin Andrews, Fußballspieler aus Trinidad und Tobago
- 22. Dezember: Sergei Aschwanden, schweizerischer Judoka
- 22. Dezember: Dmitri Chochlow, russischer Fußballspieler
- 22. Dezember: Marcin Mięciel, polnischer Fußballspieler
- 23. Dezember: Robert Bartko, deutscher Radrennfahrer
- 23. Dezember: Luděk Drobek, tschechischer Handballspieler
- 23. Dezember: Wadim Scharifjanow, russischer Eishockeyspieler
- 25. Dezember: Johan Hellsten, schwedischer Schachgroßmeister
- 26. Dezember: Marcelo Ríos, chilenischer Tennisspieler
- 26. Dezember: María Vasco, spanische Leichtathletin
- 27. Dezember: Aigars Fadejevs, lettischer Leichtathlet
- 29. Dezember: Debbie Klijn, niederländische Handballspielerin
- 29. Dezember: Patrick Bettoni, italienisch-schweizerischer Fußballspieler
- 30. Dezember: Scott Chipperfield, australisch-schweizerischer Fußballspieler
- 30. Dezember: Mihai Stere, rumänischer Fußballspieler und -trainer
- 30. Dezember: Tiger Woods, US-amerikanischer Golfspieler

### Genaues Geburtsdatum unbekannt
- Bintou N'Diaye, senegalesische Leichtathletin

## Gestorben

### Januar
- 01. Januar: Kalle Anttila, finnischer Ringer (* 1887)
- 02. Januar: Sam Blatherwick, britischer Schwimmer und Wasserballspieler (* 1888)
- 02. Januar: Bud Clark, kanadischer Skisportler und Sportfunktionär (* 1910)
- 02. Januar: Robert Fein, österreichischer Gewichtheber (* 1907)
- 02. Januar: Carl Silfverstrand, schwedischer Turner und Leichtathlet (* 1885)
- 08. Januar: Gustaf Carlén, schwedischer Langstreckenläufer (* 1890)
- 08. Januar: José Miguel Fernández de Liencres, spanischer Tennisspieler (* 1898)
- 09. Januar: Gusztáv Rózsahegyi, ungarischer Leichtathlet (* 1901)
- 13. Januar: Benedetto Borella, italienischer Ruderer (* 1899)
- 17. Januar: Curt Hartzell, schwedischer Turner (* 1891)
- 20. Januar: John Case, US-amerikanischer Hürdenläufer (* 1889)
- 23. Januar: Harold Cassels, englischer Hockeyspieler (* 1898)
- 30. Januar: Kurt Helbig, deutscher Gewichtheber (* 1901)
- 30. Januar: Charles McIlvaine, US-amerikanischer Ruderer (* 1903)

### Februar
- 01. Februar: Kurt Epstein, tschechoslowakischer Wasserballspieler (* 1904)
- 02. Februar: Maurice Blitz, belgischer Wasserballspieler und Sportfunktionär (* 1891)
- 05. Februar: Giulio Basletta, italienischer Fechter und Fechtsportfunktionär (* 1890)
- 07. Februar: Ernst Moog, deutscher Fußballspieler (* 1909)
- 09. Februar: Edward Jennings, US-amerikanischer Ruderer (* 1898)
- 11. Februar: Halland Britton, britischer Leichtathlet (* 1890)
- 12. Februar: Per-Erik Hedlund, schwedischer Skilangläufer (* 1897)
- 12. Februar: Elisabeth Koning, niederländische Leichtathletin (* 1917)
- 12. Februar: Hans Ziglarski, deutscher Boxer (* 1905)
- 15. Februar: Eugen Fürstenberger, deutscher Kunstturner (* 1880)
- 15. Februar: Waleri Popentschenko, sowjetischer Boxer und Olympiasieger 1964 (* 1937)
- 16. Februar: Morgan Taylor, US-amerikanischer Leichtathlet (* 1903)
- 17. Februar: Herbert Heinrich, deutscher Schwimmer (* 1899)
- 20. Februar: Ernest Haley, britischer Leichtathlet (* 1885)
- 20. Februar: Georges Hellebuyck, belgischer Segler (* 1890)
- 27. Februar: Joep Franssen, niederländischer Radrennfahrer (* 1899)
- 27. Februar: Knut Kroon, schwedischer Fußballspieler (* 1906)
- 27. Februar: Hjalmar Ohlsson, schwedischer Dreispringer (* 1891)
- 000Februar: Max Böhland, US-amerikanischer Leichtathlet (* 1896)
- 000Februar: John Meyers, US-amerikanischer Schwimmer und Wasserballspieler (* 1880)

### März
- 06. März: Glenn Hardin, US-amerikanischer Leichtathlet (* 1910)
- 07. März: Åke Bergqvist, schwedischer Segler (* 1900)
- 07. März: Gerrit Jannink, niederländischer Hockeyspieler (* 1904)
- 07. März: Isabella Moore, britische Schwimmerin (* 1894)
- 08. März: Georg Faehlmann, estnischer Segler (* 1895)
- 08. März: Yusa Masanori, japanischer Schwimmer (* 1915)
- 09. März: Joseph Guillemot, französischer Leichtathlet (* 1899)
- 09. März: Louise Otto, deutsche Schwimmerin (* 1896)
- 13. März: Edgar Brenchley, britischer Eishockeyspieler und -trainer (* 1912)
- 13. März: John Rinkel, britischer Leichtathlet (* 1905)
- 15. März: Edvin Mattiasson, schwedischer Ringer (* 1890)
- 16. März: Svend Ringsted, dänischer Fußballspieler (* 1893)
- 17. März: Bertil Nordenskjöld, schwedischer Fußballspieler und -funktionär (* 1891)
- 20. März: Henning Holst, dänischer Hockeyspieler (* 1891)
- 21. März: Bill Cockburn, kanadischer Eishockeytorhüter (* 1902)
- 23. März: Ernest Roney, britischer Segler (* 1900)
- 24. März: Sydney Ramsden, australischer Radrennfahrer (* 1901)
- 25. März: Luigi Cambiaso, italienischer Turner (* 1895)
- 29. März: Tommy Green, britischer Leichtathlet (* 1894)
- 31. März: Ragnar Omtvedt, norwegisch-US-amerikanischer Skisportler (* 1890)

### April
- 02. April: Piet van der Velden, niederländischer Wasserballspieler (* 1899)
- 03. April: Peter Kohnke, deutscher Sportschütze und Olympiasieger (* 1941)
- 04. April: Charles Clibbon, britischer Leichtathlet (* 1895)
- 04. April: Erik Pettersson, schwedischer Gewichtheber (* 1890)
- 04. April: Sven Rydell, schwedischer Fußballspieler (* 1905)
- 05. April: Tell Berna, US-amerikanischer Leichtathlet (* 1891)
- 05. April: Harold Osborn, US-amerikanischer Leichtathlet (* 1899)
- 09. April: Armand Boppart, Schweizer Wasserballspieler (* 1894)
- 12. April: Alf Andersen, norwegischer Skispringer (* 1906)
- 13. April: Emil Bergman, schwedischer Eishockeyspieler (* 1908)
- 22. April: Willy Böckl, österreichischer Eiskunstläufer (* 1893)
- 23. April: Arnold Churchill, britischer Leichtathlet (* 1883)
- 23. April: Ole Stenen, norwegischer Skisportler (* 1903)
- 29. April: Torleiv Corneliussen, norwegischer Segler (* 1890)

### Mai
- 05. Mai: Nils Eriksen, norwegischer Fußballspieler (* 1911)
- 07. Mai: Franz Bistricky, österreichischer Feldhandballspieler (* 1914)
- 08. Mai: Avery Brundage, US-amerikanischer Leichtathlet und 5. IOC-Präsident (* 1887)
- 09. Mai: Antonio Vojak, italienischer Fußballspieler und -trainer (* 1904)
- 12. Mai: Edward Luckhaus, polnischer Leichtathlet (* 1910)
- 14. Mai: Willie Beck, US-amerikanischer Radrennfahrer (* 1894)
- 15. Mai: James Cardno, britischer Bobfahrer (* 1912)
- 15. Mai: Willy Möhwald, tschechoslowakischer Skispringer (* 1908)
- 16. Mai: Lucien Huteau, französischer Fußballtorhüter (* 1878)
- 17. Mai: Ibrahim Wasif, ägyptischer Gewichtheber (* 1908)
- 20. Mai: Alfred Neveu, Schweizer Bobfahrer (* 1890)
- 20. Mai: Raymond Saladin, französischer Automobilrennfahrer (* 1889)
- 21. Mai: Erik Eriksson, finnischer Leichtathlet (* 1897)
- 21. Mai: Wilhelm Góra, deutsch-polnischer Fußballspieler (* 1916)
- 25. Mai: Ernest Vicogne, französischer Turner (* 1888)
- 28. Mai: Ezzard Charles, US-amerikanischer Boxer (* 1921)
- 31. Mai: Virginio Rosetta, italienischer Fußballspieler (* 1902)

### Juni
- 01. Juni: Erich Cuntz, deutscher Hockeyspieler (* 1916)
- 07. Juni: Mihály Matura, ungarischer Ringer, Ringertrainer und Ringsportfunktionär (* 1900)
- 08. Juni: Bruno Müller, deutscher Ruderer (* 1902)
- 17. Juni: Alfred Aufdenblatten, Schweizer Skilangläufer (* 1897)
- 24. Juni: Louis Hudson, kanadischer Eishockeyspieler (* 1898)
- 24. Juni: Louis Van Hege, belgischer Fußballspieler (* 1889)
- 26. Juni: Peter Gordon, kanadischer Segler (* 1882)
- 27. Juni: Harry Wood, britischer Leichtathlet (* 1902)
- 28. Juni: Rolf Thiele, deutscher Motorradrennfahrer (* 1952)
- 30. Juni: Gordon Fowler, britischer Segler (* 1899)

### Juli
- 03. Juli: Arne Halse, norwegischer Speerwerfer (* 1887)
- 07. Juli: Henri Deglane, französischer Ringer (* 1902)
- 08. Juli: Raffaele Scorzoni, italienischer Fußballschiedsrichter und -funktionär (* 1902)
- 08. Juli: Trude Wollschläger, deutsche Schwimmerin (* 1912)
- 09. Juli: Kārlis Bukass, lettischer Skilangläufer und Leichtathlet (* 1903)
- 14. Juli: Georg Hoerger, deutscher Leichtathlet (* 1897)
- 16. Juli: Joachim Spremberg, deutscher Ruderer (* 1908)
- 18. Juli: Gottlieb Amstein, Schweizer Radrennfahrer (* 1906)
- 22. Juli: August Prosenik, jugoslawischer Radrennfahrer (* 1916)
- 22. Juli: Benjamin Vanninen, finnischer Skilangläufer (* 1921)

### August
- 04. August: Sam Olij, niederländischer Boxer (* 1900)
- 05. August: Marc Wright, US-amerikanischer Stabhochspringer (* 1890)
- 07. August: Janus Theeuwes, niederländischer Bogenschütze (* 1886)
- 08. August: Sune Almkvist, schwedischer Fußball- und Bandyspieler und Sportfunktionär (* 1886)
- 12. August: Werner Rittberger, deutscher Eiskunstläufer (* 1891)
- 13. August: Ernst Gaber, deutscher Ruderer (* 1907)
- 14. August: Raymond Kegeris, US-amerikanischer Schwimmer (* 1901)
- 21. August: Erwin Hoffstätter, deutscher Ruderer (* 1897)
- 25. August: Jean Rebeyrol, französischer Schwimmer (* 1903)
- 26. August: Ferdinand Minnaert, belgischer Turner (* 1887)
- 26. August: İsmet Uluğ, türkischer Fußballspieler und -funktionär sowie Boxer (* 1901)
- 30. August: Roberto Cortés, chilenischer Fußballtorhüter (* 1905)
- 31. August: Robert Johnsen, dänischer Turner (* 1896)

### September
- 06. September: Carlyle Tapsell, indischer Hockeyspieler (* 1909)
- 06. September: Adolf Werner, deutscher Fußballspieler (* 1886)
- 07. September: Liliane Roehrs, deutsche Automobilrennfahrerin und Mitbegründerin sowie Präsidentin des Deutschen Damen Automobilclubs (* 1900)
- 08. September: Erik Adlerz, schwedischer Wasserspringer (* 1892)
- 09. September: Fidel Ortíz, mexikanischer Boxer (* 1908)
- 11. September: Franciszek Bujak, polnischer nordischer Skisportler (* 1896)
- 17. September: Włodzimierz Krygier, polnischer Eishockey- und Fußballspieler (* 1900)
- 19. September: Rudi Ball, deutscher Eishockeyspieler (* 1911)
- 20. September: Mieczysław Kapiak, polnischer Radrennfahrer (* 1911)
- 22. September: Yvonne Godard, französische Schwimmerin (* 1908)
- 23. September: René Thomas, französischer Automobilrennfahrer und Flugpionier (* 1886)
- 25. September: Heinz Müller, deutscher Radrennfahrer (* 1924)
- 26. September: Åge Lundström, schwedischer Fechter und Reitsportler (* 1890)

### Oktober
- 06. Oktober: Heinz Schmalix, deutscher Hockeyspieler (* 1910)
- 09. Oktober: Frithjof Sælen, norwegischer Turner (* 1892)
- 10. Oktober: Stanisław Gąsienica-Sieczka, polnischer Skisportler (* 1904)
- 11. Oktober: Eric Seward, britischer Schwimmer (* 1891)
- 15. Oktober: Erik Kugelberg, schwedischer Leichtathlet (* 1891)
- 17. Oktober: Austin Menaul, US-amerikanischer Zehnkämpfer (* 1888)
- 21. Oktober: Gunnar Holmberg, schwedischer Fußballspieler (* 1897)
- 21. Oktober: Charles Reidpath, US-amerikanischer Leichtathlet (* 1889)
- 23. Oktober: Joseph De Craecker, belgischer Degenfechter (* 1891)
- 27. Oktober: Peregrino Anselmo, uruguayischer Fußballspieler (* 1902)
- 29. Oktober: Francesco Gargano, italienischer Säbelfechter (* 1899)
- 30. Oktober: Andrés Mazzali, uruguayischer Fußballspieler (* 1902)
- 31. Oktober: Alfred Heinrich, deutscher Eishockeyspieler (* 1906)

### November
- 02. November: Fausto Batignani, uruguayischer Fußballtorhüter (* 1903)
- 08. November: Karl-Heinz Irmer, deutscher Hockeyspieler (* 1903)
- 08. November: Charles Kieffer, US-amerikanischer Ruderer (* 1910)
- 23. November: Arvo Askola, finnischer Leichtathlet (* 1909)
- 23. November: Leslie Boardman, australischer Schwimmer (* 1889)
- 25. November: Rolland Romero, US-amerikanischer Leichtathlet (* 1914)
- 29. November: Tony Brise, britischer Automobilrennfahrer (* 1952)
- 29. November: Graham Hill, britischer Automobilrennfahrer (* 1929)
- 29. November: Willem van Loon, niederländischer Tauzieher (* 1891)

### Dezember
- 01. Dezember: Ernesto Maserati, italienischer Automobilrennfahrer, Ingenieur und Unternehmer (* 1898)
- 02. Dezember: Andy Houting, kanadischer Radrennfahrer (* 1901)
- 07. Dezember: Beatrix Loughran, US-amerikanische Eiskunstläuferin (* 1900)
- 10. Dezember: Andrew Charlton, australischer Schwimmer (* 1907)
- 13. Dezember: Marie Šedivá, tschechoslowakische Fechterin und Fechttrainerin (* 1908)
- 17. Dezember: Frederick Meadows, kanadischer Mittel- und Langstreckenläufer (* 1886)
- 18. Dezember: George Fissler, US-amerikanischer Schwimmer (* 1906)
- 24. Dezember: Pierre Hentges, luxemburgischer Kunstturner (* 1890)
- 30. Dezember: Hermann Paul Müller, deutscher Motorrad- und Automobilrennfahrer (* 1909)

### Datum unbekannt
- Attilio Bescapè, italienischer Gewichtheber (* 1910)
- Adriano Lanza, italienischer Moderner Fünfkämpfer (* 1884)
- Joseph Misrahi, ägyptischer Fechter (* 1895)
- Jacques Van Reyschoot, belgischer Eishockeyspieler (* 1905)
- Max Walter, deutscher Turner (* 1912)